# 사라스바티
사라스바티(산스크리트어: सरस्वती, IAST: Sarasvatī)는 사라스바티라고도 불리며, 힌두교의 주요 여신 중 한 명으로, 지식, 교육, 학습, 예술, 언어, 시, 음악, 정화, 언어 및 문화의 여신으로 숭배된다. 여신 락슈미 및 파르바티와 함께 그녀는 주요 여신들의 삼위일체인 트리데비를 형성한다. 사라스바티는 자이나교와 불교에서도 숭배되는 범인도적인 신이다.
그녀는 베다 전통 (기원전 1500년 ~ 기원전 500년)에서 두드러진 여신 중 한 명으로, 후기 힌두교에서도 그 중요성을 유지한다. 베다에서 그녀의 특징과 속성은 사라스바티강과 밀접하게 연결되어 있으며, 이는 인도 전통에서 가장 초기 강의 여신 중 하나가 된다. 강과 관련된 신으로서 사라스바티는 정화하고 비옥하게 하는 이중적인 능력으로 숭배된다. 후기 베다 문헌, 특히 브라마나에서 사라스바티는 점점 더 바치라는 베다 언어의 여신과 동일시되며, 결국 두 여신은 후기 전통에서 하나의 여신으로 합쳐진다. 시간이 지남에 따라 강과의 연관성은 줄어들고 언어, 시, 음악, 문화와의 연관성이 더욱 두드러진다. 고전 및 중세 힌두교에서 사라스바티는 주로 학문, 예술, 시적 영감의 여신으로, 그리고 산스크리트어의 창시자로 인정받는다. 그녀는 창조신 브라흐마와 그의 배우자 또는 그의 창조물로서 연결된다. 이 역할에서 그녀는 브라흐마의 창조적 힘(샤크티)을 나타내며, 현실에 독특하고 명확하게 인간적인 특성을 부여한다. 그녀는 명확성과 지적 질서로 특징지어지는 현실의 차원과 연결된다. 여신 중심의 샤크티파 전통에서 사라스바티는 핵심적인 인물이며, 최고 여신의 창조적 측면으로 숭배된다. 그녀는 또한 특정 비슈누파 전통에서도 중요한데, 그곳에서는 그녀가 비슈누의 배우자 중 한 명으로서 그의 신성한 기능에 조력한다. 이러한 남성 신들과의 연관성에도 불구하고, 사라스바티는 판테온에서 독립적인 여신으로도 존재하며, 배우자가 없는 처녀 여신으로 숭배된다.
그녀는 밝고 흰 피부에 흰 옷을 입은 차분한 여성으로 묘사되며, 이는 사트바 (선함)의 특성을 나타낸다. 그녀는 네 개의 팔을 가지고 있으며, 각 팔에는 상징적인 물건, 즉 책, 묵주, 물 항아리, 그리고 비나라는 악기가 들려 있다. 그녀 옆에는 그녀의 탈것인 함사 (흰 거위 또는 백조) 또는 공작이 있다. 사라스바티에게 헌정된 힌두 사원은 전 세계에서 찾아볼 수 있으며, 가장 초기 알려진 성지 중 하나는 카슈미르의 샤라다 피트(서기 6세기–12세기)이다. 사라스바티는 인도 전역에서 계속해서 널리 숭배되고 있으며, 특히 그녀의 지정된 축제일인 바산트 판차미 (봄의 다섯 번째 날, 인도의 여러 지역에서는 사라스바티 푸자와 사라스바티 자얀티로도 알려져 있음)에는 학생들이 그녀를 지식과 교육의 수호신으로 기린다. 전통적으로 이 날은 어린아이들이 알파벳을 쓰는 법을 배우도록 돕는 것으로 기념된다.
불교에서는 그녀가 동아시아의 변재천 (辯才天, "능변의 재능을 가진 신")을 포함한 여러 형태로 숭배된다. 자이나교에서는 사라스바티가 티르탕카라의 가르침과 설법을 전파하는 책임이 있는 신으로 숭배된다.

## 어원
사라스바티는 산스크리트어 합성어인 saras(सरस्)와 vati(वती)로 이루어져 있으며, saras는 "고인 물"을 의미하지만 때로는 "말"로 번역되기도 하고, vati는 "소유한 자"를 의미한다. 원래 사라스바티로 알려진 강 또는 강들과 연관되어 있었기 때문에, 이 조합은 "연못, 호수, 고인 물을 가진 자" 또는 때때로 "말을 소유한 자"를 의미한다. 또한 sarasu-ati (सरसु+अति)의 산스크리트어 합성어로 "물이 풍부한 자"를 의미한다.
사라스바티라는 단어는 리그베다에서 강과 중요한 신을 모두 지칭하는 데 사용된다. 초기 구절에서 이 단어는 사라스바티강을 지칭하며 드르샤드바티와 같은 인도 북서부의 여러 강 중 하나로 언급된다. 사라스바티는 이때 강 신을 의미한다. 리그베다 2권에서는 사라스바티를 어머니 중 최고, 강 중 최고, 여신 중 최고로 묘사한다.
그녀의 중요성은 리그베다 이후에 작성된 후기 베다와 후기 브라마나 문헌에서 커지며, 그 의미는 "정화하는 물"에서 "정화하는 것", "정화하는 언어", "정화하는 지식"으로 진화하고, 궁극적으로 지식, 예술, 음악, 선율, 뮤즈, 언어, 수사학, 웅변, 창작물, 그리고 그 흐름이 사람의 본질과 자아를 정화하는 모든 것을 구현하는 여신의 영적 개념으로 발전한다.

### 이름과 별칭

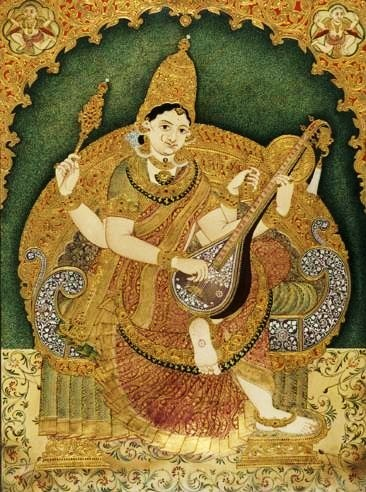
19세기 마이소르 화풍의 사라스바티 그림.

사라스바티(틀:산스크리트어)는 많은 이름으로 알려져 있다. 사라스바티의 동의어로는 샤라다(본질 또는 지식을 부여하는 자), 브라마니 (브라흐마의 힘), 브라흐미 (과학의 여신), 바라디 (역사의 여신), 바니와 바치 (둘 다 음악/노래의 흐름, 감미로운 말, 유창한 말을 각각 지칭), 바르네스바리 (문자의 여신), 카비지흐바그라바시니 (시인의 혀끝에 거주하는 자) 등이 있다.
다른 이름으로는 암비카, 바라티, 찬드리카, 데비, 고마티, 함사사나, 사우다미니, 슈베탐바라, 수바드라, 바이슈나비, 바수다, 비디야, 비디야루파, 빈디야바시니가 있다.
티루발루바 말라이에서는 그녀를 나마갈이라고 부르며, 쿠랄 문학과 그 저자 발루바르를 찬양하는 55개의 타밀어 구절 중 두 번째 구절을 지은 것으로 여겨진다.
네팔과 인도 밖에서는 버마어로 투라사디(သူရဿတီ, my 또는 my) 또는 티피타카 메다우(တိပိဋကမယ်တော်, my), 중국어로는 Biàncáitiān(辯才天), 일본어로는 변재천(弁才天/弁財天), 태국어로는 수랏사와디(สุรัสวดี) 또는 사랏사와디(สรัสวดี)로 알려져 있다.

## 문학
힌두교에서 사라스바티는 베다 시대부터 현재까지 중요한 여신으로서의 의미를 유지해왔다. 그녀는 베다에서 정화의 물의 여신으로 칭송되며, 다르마샤스트라에서는 독자에게 미덕과 자신의 행동(업)의 의미(아르타)를 묵상하도록 상기시키는 데 사용된다.

### 베다 문학에서

#### 리그베다

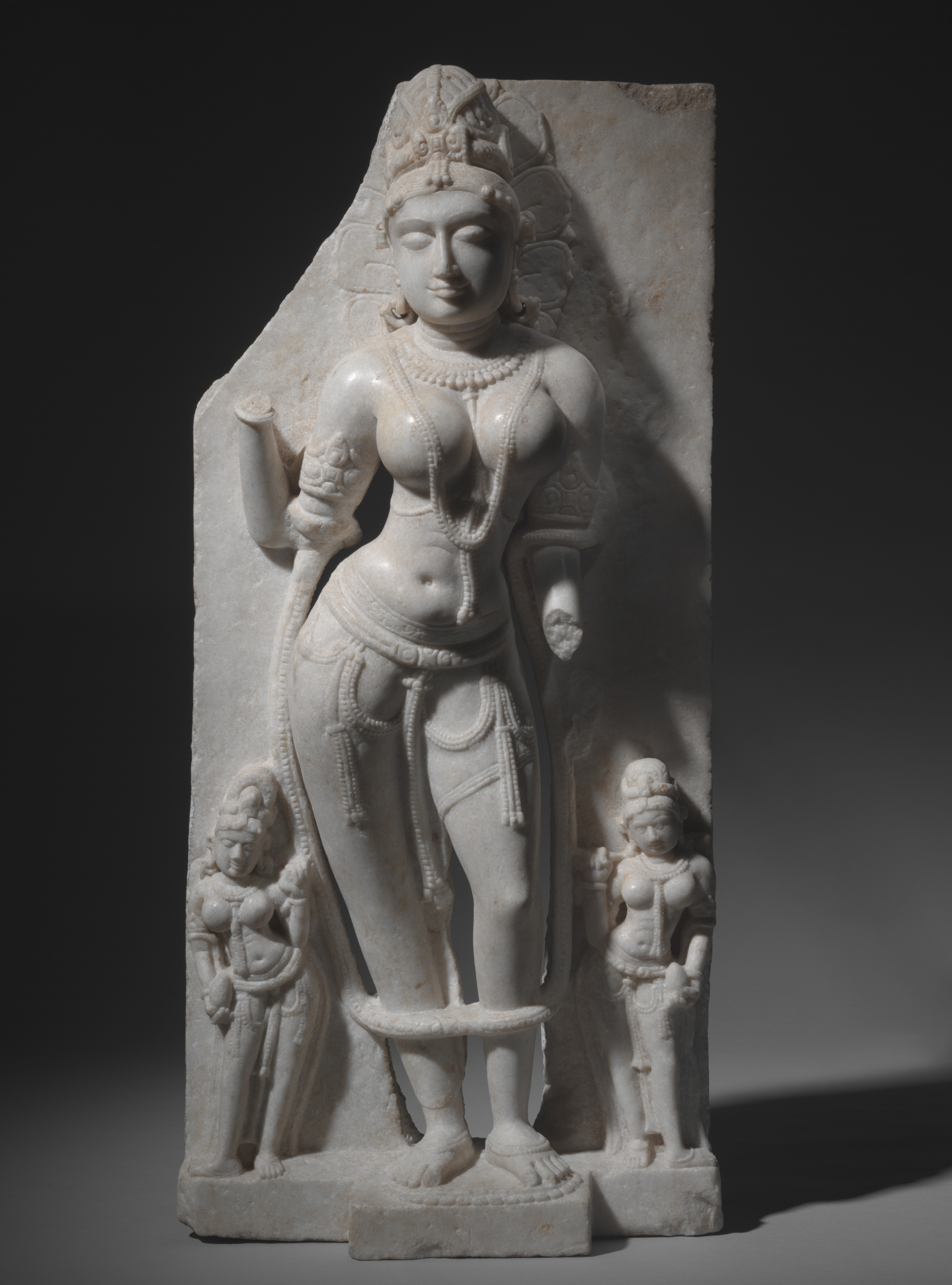
수행원들과 함께 있는 사라스바티, 대리석 조각, 서기 900년경

사라스바티는 리그베다 (기원전 1500년 ~ 1000년경), 즉 베다 종교의 가장 오래된 문헌에 처음 등장한다. 사라스바티는 리그베다에서 풍요와 힘의 속성을 구현하는 신격화된 존재로서 중요한 종교적, 상징적 가치를 지닌다. 주로 물의 천상 영역(아파스)과 강력한 폭풍의 신(마루트)과 연결되어 있는 이 신은 판테온 내에서 희생 제물의 여신들인 일라 및 바라티와 함께 필수적인 삼위일체 관계를 형성한다.
사라스바티는 황소처럼 울부짖으며 통제할 수 없는 크고 강력한 홍수로 묘사된다. 그녀는 우리 은하와 연관되어 있었는데, 이는 그녀가 하늘에서 땅으로 내려왔다고 여겨졌음을 나타낸다.
이 여신은 많은 리그베다 찬가에 언급되어 있으며, 그녀에게 헌정된 찬가는 세 개이다(6:61은 단독으로, 7:95–96은 남성 counterparts인 사라스반트와 공유). 리그베다 2.41.16에서 그녀는 "어머니 중 최고, 강 중 최고, 여신 중 최고"라고 불린다.
아파스 (물의 신)의 일부로서 사라스바티는 부, 풍요, 건강, 순수함, 치유와 관련이 있다. 리그베다 10권 (10.17)에서 사라스바티는 치유와 정화의 물의 신으로 찬양된다. 아타르바베다에서는 치유자이자 생명의 부여자로서의 역할도 강조된다. 야주르베다를 포함한 여러 문헌에서 그녀는 인드라가 너무 많은 소마를 마신 후 그를 치유했다고 묘사된다.
사라스바티는 또한 디를 다스린다 (리그베다 1:3:12c.). 디는 영감을 받은 생각(특히 리쉬들의 생각)으로, 직관 또는 지능, 특히 시와 종교와 관련된 지능이다. 사라스바티는 기도하면 디를 부여할 수 있는 신으로 여겨진다 (리그베다 6:49:7c.). 언어는 영감을 받은 생각을 필요로 하기 때문에, 그녀는 언어와 언어의 여신인 바치와도 불가분의 관계에 있으며, 소와 모성애와도 관련이 있다. 베다 시대의 선지자들은 그녀를 암소와 어머니에 비유하고, 스스로를 그녀로부터 디의 젖을 빠는 아이로 여겼다. 리그베다 10권에서 그녀는 "지식의 소유자"로 선언된다. 야주르베다와 같은 후기 문헌에서 사라스바티는 바치와 직접적으로 동일시되어 사라스바티-바치라는 신이 된다.
브라마나에서 사라스바티-바치의 역할이 확장되어 지식(언어를 통해 전달되는 것)과 명확하게 동일시되며, 따라서 그녀는 "베다의 어머니"이자 베다 자체이다. 샤타파타 브라마나는 "모든 물이 대양에서 만나듯이... 모든 과학(비디야)이 바치에서 합쳐진다(에카야남)"(14:5:4:11)고 말한다. 샤타파타 브라마나는 또한 바치를 2차 창조신으로 제시하는데, 그녀는 창조신 프라자파티에 의해 처음으로 창조된 신이다. 그녀는 경전에 따르면 그로부터 "끊임없는 물줄기처럼" 흘러나와 세상을 창조한 바로 그 도구이다. 이것이 브라흐마 (프라자파티와 동일시됨)와 사라스바티 (바치와 동일시됨) 사이의 관계에 대한 푸라나 이야기의 근거가 된다.
다른 리그베다 구절에서는 사라스바티가 강력하고 정복할 수 없는 수호신으로 찬양된다. 리그베다 7.95.5에서는 그녀에게 찬사를 보내고 보호하는 나무에 비유하며, 6:49:7 cd에서는 "공격하기 어려운 보호"를 제공한다고 한다. 일부 구절에서는 그녀가 무서운 모습으로 나타나 "이방인의 살해자"라고 불리며 "숭배자들을 비방으로부터 지키라"고 불린다. 전투적인 폭풍신인 마루트와의 연관성은 그녀의 맹렬한 전투적인 측면과 관련이 있으며, 그들은 그녀의 동반자라고 한다 (리그베다 7:96:2c.).
인드라와 마찬가지로 사라스바티도 강을 막는 뱀 같은 가뭄의 악마 브리트라를 죽인 자로 불리며, 적을 파괴하고 장애물을 제거하는 것과 관련이 있다. 야주르베다는 그녀를 인드라의 어머니(치유를 통해 그에게 환생을 주었기 때문)이자 그의 배우자로 본다.
타이티리야 브라마나 2권에서 사라스바티는 "유창한 말과 감미로운 음악의 어머니"라고 불린다.

### 마하바라타
마하바라타에서 사라스바티는 강에서 완전히 발달한 언어와 지혜의 여신으로 변모한다. 마하바라타는 기원전 400년에서 서기 400년 사이에 쓰여진 두 위대한 힌두 문학 서사시 중 하나이다.

#### 강으로서
강으로서의 사라스바티는 마하바라타에서 베다 찬가에서의 강력하고 넘쳐흐르는 모습과는 달리 좀 더 차분한 형태로 나타난다. 그녀는 플락샤 (프라사라나)에서 솟아나 비나사나의 모래 속으로 사라진 다음 여러 곳에서 다시 나타나 결국 프라바사의 바다에 이른다. 이러한 표현은 강의 역사적인 고갈을 종교 사상에서의 지속적인 중요성과 조화시키려는 시도를 반영한다. 마하바라타는 리그베다 사라스바티의 웅장함을 보존하면서, 그녀의 과거를 상기시키고 다르마에 따라 그녀의 흐름을 재해석하는 신화화된 지리를 제시한다. 그녀의 흐름은 신성한 의지에 의해 인도되어 불의한 자들을 피하고 경건한 자들을 섬기는 것으로 묘사된다. 이 서사시는 또한 그녀의 리그베다적 별칭인 사프타스바사르를 여러 강에 부여하고 "모든 강은 사라스바티이다"라고 선언함으로써 그녀의 정체성을 보편화한다.
종교적으로 사라스바티 강둑에는 수많은 티르타가 늘어서게 되는데, 이는 순례와 희생의 장소이다. 판차빔샤 브라마나가 그녀의 흐름을 따라 희생 의식을 묘사하는 반면, 마하바라타는 이를 확장하여 그녀의 강을 신성한 장소로 가득 찬 광대한 순례길로 변모시킨다. 이러한 변화는 종교적 관행의 광범위한 전환을 의미한다. 즉, 브라만들이 독점적으로 수행하던 복잡한 베다 희생 의식에서 여성 등 더 넓은 대중에게 개방된 보다 접근하기 쉬운 헌신적인 관행으로의 전환이다. 사라스바티의 티르타를 방문하는 행위는 종종 베다 희생 의식의 공덕과 동일시되어, 새로운 종교적 맥락에 적응하면서 베다의 권위를 보존한다.

#### 여신으로서

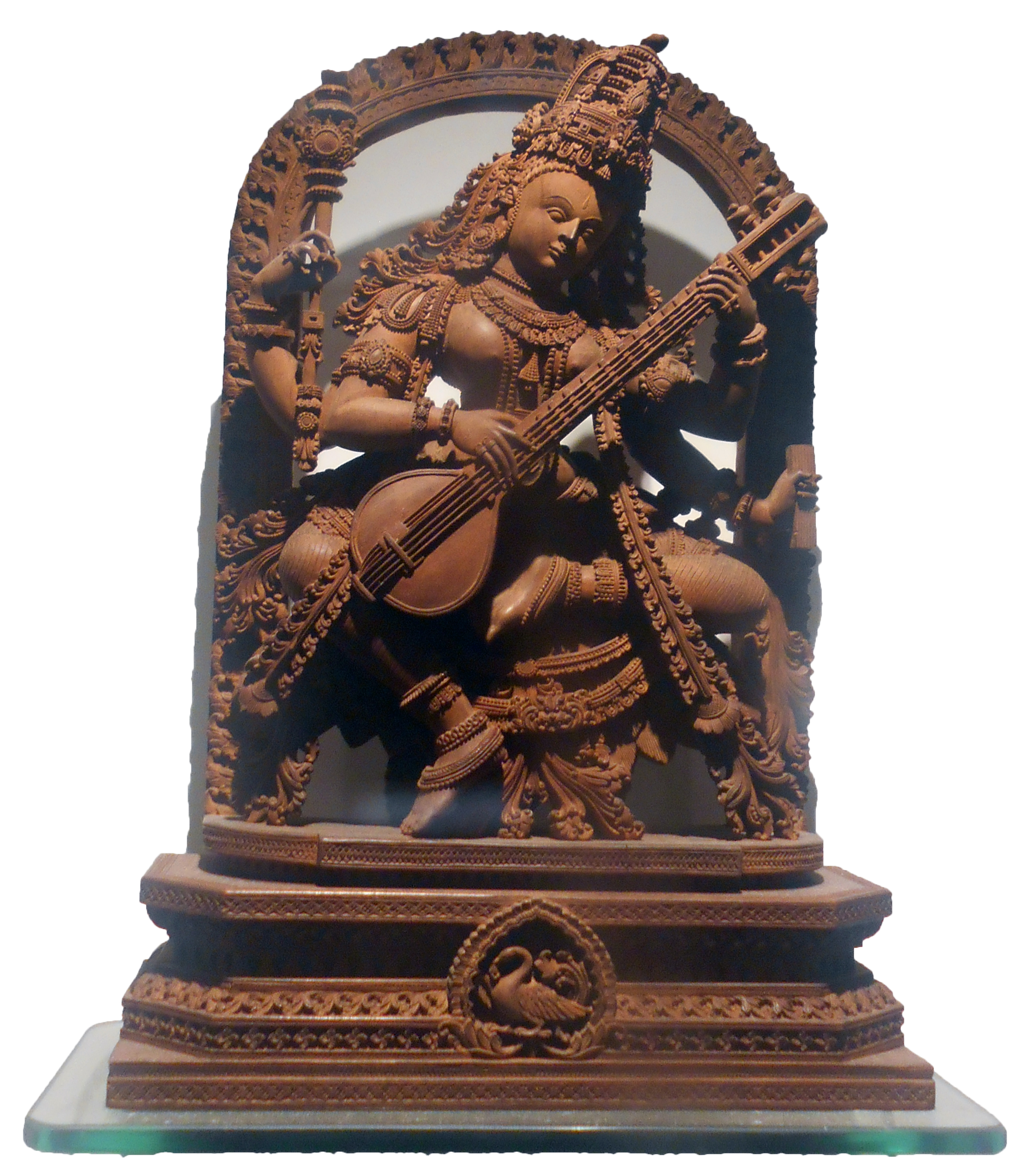
연꽃 좌대에서 비나를 연주하는 사라스바티, 백단향, 마이소르, 서기 18세기

여신으로서의 사라스바티는 마하바라타에서 처음으로 더 인간적인 형태를 띤다. 리그베다와 브라마나가 때때로 바치를 인간과 유사한 용어로 묘사했지만, 서사시의 사라스바티는 위대한 천상의 아름다움과 가치를 지닌 여성으로 나타난다. 마하바라타의 각 책의 첫 구절은 전통적인 시작 인사말의 일부로 여신 사라스바티를 포함한 신성을 호출한다:

| nārāyaṇaṃ namaskṛtya naraṃ caiva narottamam devīṃ sarasvatīṃ caiva tato jayam udīrayet | 가장 고귀한 남성 존재인 나라야나와 나라에게, 그리고 여신 사라스바티에게 경배를 드린 후, 성공의 말을 외쳐야 한다. |
| —마하바라타                                                                            | —키사리 모한 강굴리                                                                                              |

마하바라타에서 그녀의 역할도 변하는데, 그녀는 바치와 완전히 합쳐져 언어 자체의 구현체가 된다. 여전히 때때로 바치(12.306.6)와 바니(3.132.2)로 불리지만, 바치라는 개별적인 존재는 사라지고 사라스바티가 그 자리를 차지한다. 사라스바티는 이 서사시의 샨티 파르바에서 베다의 어머니라고 불린다. 나라야나는 나라다 (12.326.5)에게 "보라, 나 안에 정립된 베다의 어머니 여신 사라스바티를"이라고 말하며, 그녀를 신성한 지식의 원천으로 확증한다. 그녀는 몸에 들어가고 (12.306.6), 혀에 거주하며 (12.231.8), 심지어 비슈누의 혀(6.61.56)라고도 불린다. 사라스바티는 현자들에게 깊이 존경받는다. 야즈나발키아에게 나타날 때 그녀는 모음과 자음으로 장식되어 신성한 옴과 공명한다 (12.306.14). 그녀는 또한 현자 타륵샤 앞에 나타나며, 그는 그녀의 천상의 형태를 칭송하고 그녀의 인도를 구한다. 사라스바티는 사제들의 의심을 해결하기 위해 아그니호트라에서 솟아났다고 설명하며, 오직 박식한 슈로트리야만이 의식을 수행할 수 있다고 주장한다. 그녀는 제물의 보상, 베다 지식을 통한 정화, 아름다움의 기원을 묘사한다. 타륵샤가 해탈에 대해 물을 때, 그녀는 연구, 선물, 맹세, 요가에 대해 말하지만 천상의 영역과 낙원의 우주 나무로 초점을 옮긴다.
사라스바티는 또한 힌두 판테온에 더 통합되는 신성한 관계를 얻는다. 마하바라타에서 그녀의 가족 역할과 기원은 다른 장마다 다르다. 그녀는 브라흐마의 딸로 묘사되며(ṛtā brahmasutā sā me satyā devī sarasvatī, 12.330.10), 이는 바치의 프라자파티와의 관계를 반영한다. 다른 설명은 그녀가 조상(피타마하)의 호수에서 기원했다고 말하며(pitāmahasya sarasaḥ pravṛttāsi sarasvatī, 9.41.29), 이는 조상으로 불리는 브라흐마와의 연결을 강화한다. 또 다른 구절에서는 그녀가 브라흐마가 우주를 창조했을 때 나타난 천상의 창조적 교향곡으로 묘사된다. 그녀의 남편은 다른 장마다 다르다. 그녀는 마누의 아내(5.115.14)이자 현자 마티나라의 아내라고도 한다. 마티나라는 그녀의 강둑에서 12년간의 희생 의식 후에 그녀가 선택한 자이며, 그에게 탐수라는 아들을 낳아주었다(1.90.25–26). 또한 그녀는 현자 다디치의 아들인 사라스바타의 대리모 역할을 한다(9.50.9-11).
마하바라타에는 사라스바티를 다루는 여러 이야기가 있다. 스다누 티르타 신화(9.42)에서, 두 경쟁 현자(비슈바미트라와 바시슈타) 사이에 끼인 사라스바티는 바시슈타를 지지하다가 결국 비슈바미트라에게 피로 흐르라는 저주를 받는다. 이 신화는 그녀의 티르타를 영화롭게 하려는 목적을 가지고 있는데, 후에 현자들이 그녀의 물을 정화하여 그 물을 마신 악마들을 물리쳤기 때문이다. 자비로운 사라스바티는 아루나("붉은색")로 변신하여 악마들이 그녀의 물에 몸을 씻고 천국에 갈 수 있도록 허락한다. 사라스바타 티르타 신화(9.50.9-11)에서 사라스바티는 사라스바타를 키우는 모성적인 역할을 한다. 12년간의 가뭄 동안 현자들이 베다를 잊었을 때, 사라스바티는 아들에게 물고기를 먹여 살렸다. 기근이 끝난 후, 사라스바타는 잃어버린 경전을 다시 가르쳐 회복시켰고, 이는 사라스바티가 지혜를 기르는 역할을 다시 한번 확인시켜준다.

### 라마야나
서사시 라마야나에서 라크샤사 형제인 라바나, 비비샤나, 쿰바카르나가 브라흐마, 즉 창조신을 달래기 위해 고행을 했을 때, 창조신은 각자에게 축복을 내렸다. 데바들은 브라흐마에게 쿰바카르나에게 축복을 주지 말라고 간청했다. 브라흐마는 자신의 배우자인 사라스바티를 불러 데바들이 원하는 것을 말하라고 지시했다. 그녀는 승낙했고, 라크샤사가 축복을 구하기 위해 말했을 때, 그녀는 그의 입으로 들어가 그가 "수많은 해 동안 잠들기를, 오 신들의 주인이여, 이것이 나의 소원이다!"라고 말하게 했다. 그런 다음 그녀는 그의 형상을 떠나 그가 자신의 불행을 되돌아보게 했다.

### 푸라나 문학
사라스바티는 후기 중세 푸라나 문헌에서 중요한 인물로 남아 있으며, 다양한 신화와 이야기에 등장한다. 많은 푸라나들은 창조신 브라흐마에 의한 그녀의 창조 신화를 다루고, 그녀가 어떻게 그의 배우자가 되었는지를 묘사한다. 이 신화를 묘사하는 문헌으로는 마르칸데야 푸라나, 마츠야 푸라나 (가장 광범위한 설명을 포함), 바유 푸라나 및 브라흐만다 푸라나가 있다. 다른 푸라나들은 그녀에게 약간 다른 역할을 부여하고 그녀를 비슈누와 같은 다른 신의 배우자로 본다. 다양한 푸라나에서 그녀를 숭배하는 의식이 주어지며, 그녀는 주로 언어, 지식 및 음악에 대한 통제력 때문에 숭배된다.
마츠야 푸라나와 같은 푸라나에는 사라스바티의 도상학적 묘사도 포함되어 있는데, 이는 그녀의 고전적인 네 팔 형태가 책(베다를 상징), 말라, 비나, 그리고 물 항아리를 들고 백조(함사)에 타고 있는 모습을 기반으로 한다.

#### 기원 신화

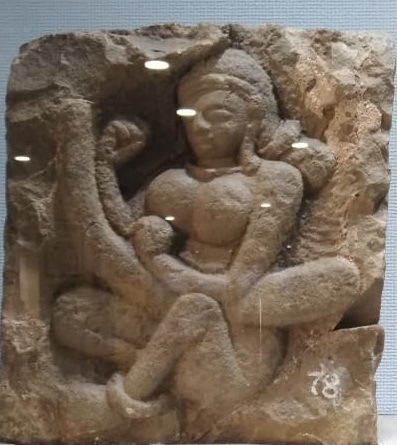
서기 3세기 비나를 든 사라스바티, 마나사-만사우르 지역.

사라스바티는 아요니자(ayonija)로 묘사되는데, 이는 그녀가 어떤 자궁에서도 태어나지 않고 신성하게 발현되었음을 의미한다. 푸라나는 사라스바티의 기원(samudbhava)에 대한 다양한 설명을 제시한다.
브라흐마 바이바르타 푸라나와 데비 바가바타 푸라나에 따르면, 사라스바티는 물라 프라크리티 (태고의 자연) 또는 브라흐만의 샤크티의 다섯 가지 주요 현현 중 하나이며, 각각 창조에서 다른 역할을 한다. 창조의 시작에서 아트만은 두 개로 나뉘어졌다. 오른쪽 절반은 남성 원리가 되었고, 왼쪽 절반은 프라크리티가 되었다. 스리 크리슈나 (이 문맥에서는 파라 브라흐만, 즉 비슈누의 아바타라가 아님)의 신성한 의지를 통해 프라크리티는 두르가, 라다, 락슈미, 사라스바티, 사비트리의 다섯 가지 형태로 나타났다. 사라스바티강과 관련된 사라스바티는 언어(바치)와 지식의 여신이 되었다. 같은 푸라나 내의 다른 버전은 창조 중에 스리 크리슈나의 샤크티 끝에서 사라스바티가 나타났다고 묘사한다. 그녀는 노란색 옷을 입고 비나와 신성한 경전을 들고 있는 빛나는 처녀(칸야)로 나타났다. 따라서 그녀는 모든 샤스트라의 주재신인 바니로 숭배된다. 이 설명은 또한 샤크티가 락슈미와 라다로 나타나는 것을 묘사한다.
바유 푸라나는 다른 관점을 제시하는데, 브라흐마의 집중된 분노로부터 반은 남성, 반은 여성인 존재(푸루샤)가 태어났다고 말한다. 이 존재인 삼카라는 자신을 나누라는 명령을 받았다. 남성 측면은 다시 열한 명의 루드라로 나뉘었고, 여성 측면은 흰색과 검은색 형태로 나뉘었다. 사라스바티는 흰색 절반, 즉 가우리(Gauri)의 현현으로 식별된다. 바유 푸라나의 또 다른 설명은 브라흐마가 명상하고 사라스바티가 모든 형태를 포함하여 네 개의 입, 네 개의 뿔, 네 개의 눈, 네 개의 손, 네 개의 이빨을 가진 신성한 가우(암소)로 나타나면서 비슈바루파 칼파 동안 사라스바티의 출현을 묘사한다. 이는 우주의 태고적 원천인 프라크리티(jagadyonih)를 상징한다.
브라흐만다 푸라나의 랄리토파크야나 섹션에서는 여신 트리푸라 순다리가 세 개의 우주 알을 창조했다고 서술한다. 한 알에서 시바와 함께 사라스바티(기라)가 나타났고, 다른 알에서는 두 쌍의 신성한 존재가 태어났다: 암비카와 비슈누가 한 알에서, 스리 (락슈미)와 브라흐마가 다른 알에서. 트리푸라 순다리는 사라스바티를 브라흐마와, 암비카를 시바와, 스리를 비슈누와 짝지어주어 신성한 배우자를 형성했다. 유사한 설명이 마르칸데야 푸라나의 일부인 데비 마하트미야의 프라다니카 라하샤에 나타난다. 여기에서 마할락슈미는 세 가지 구나 (우주적 특성)를 구현하며, 마하칼리(타마시카), 마하사라스바티(사트비카), 그리고 그녀 자신(라자시카)으로 현현한다. 각각은 신성한 쌍을 창조했다: 마할락슈미는 브라흐마와 스리 (락슈미)를 창조했고, 마하칼리는 루드라와 트라이 (사라스바티)를 창조했으며, 마하사라스바티는 비슈누와 우마 (파르바티)를 창조했다. 사라스바티는 브라흐마에게, 가우리는 루드라에게, 스리는 비슈누에게 주어졌다.
마츠야 푸라나 (아디야야 3)는 사라스바티를 브라흐마의 마나사 푸트리 (마음에서 태어난 딸)로 묘사한다. 브라흐마가 우주를 창조하고자 했을 때, 그는 명상했고, 그의 몸은 남성적 반쪽과 여성적 반쪽으로 갈라졌다. 여성적 반쪽은 사라스바티로 구체화되었고, 브라흐마는 그녀를 자신의 스바트마자 (자신으로부터 태어난 딸)로 여겼다. 바가바타 푸라나, 브라흐만다 푸라나, 브라흐마 푸라나, 파드마 푸라나, 스칸다 푸라나를 포함한 다른 푸라나들도 사라스바티를 이러한 능력으로 언급한다.

#### 브라흐마와의 관계

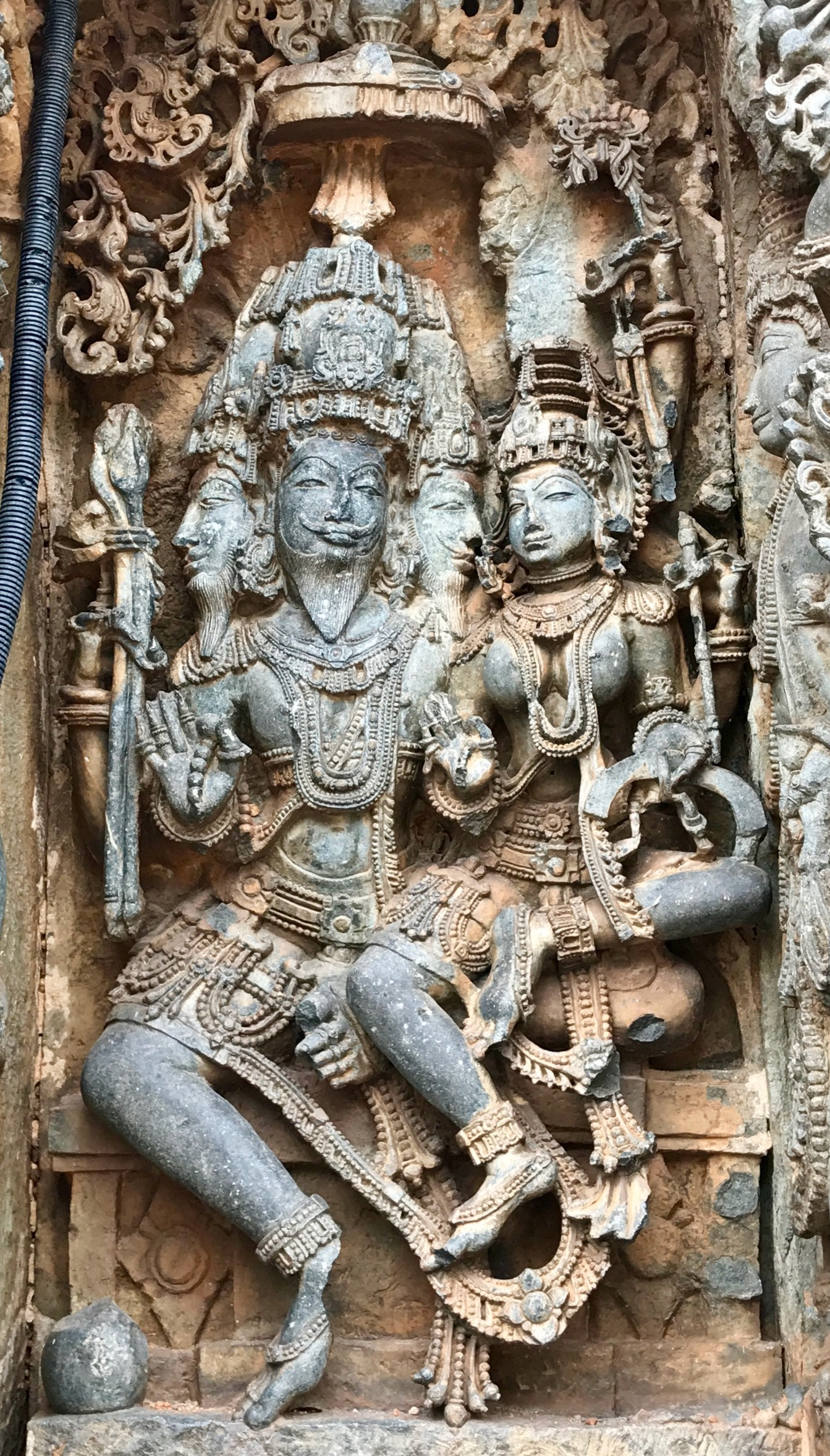
12세기 호야살레스바라 사원의 브라흐마와 사라스바티 부부, 하레비두, 카르나타카, 인도.

사라스바티와 브라흐마는 푸라나 전통에서 복잡하고 다면적인 관계를 공유하며, 다른 문헌들은 다양한 관점을 제시한다.
- 브라흐마 푸라나, 파드마 푸라나, 브라흐만다 푸라나 및 스칸다 푸라나의 일부 장에서 입증된 바와 같이, 사라스바티는 브라흐마의 정신에서 태어난 딸로만 여겨진다.
- 브라흐마 바이바르타 푸라나, 데비 바가바타 푸라나, 랄리토파크야나, 프라다나 라하샤 및 스칸다 푸라나의 일부 장에서 입증된 바와 같이, 사라스바티는 브라흐마의 배우자로만 여겨진다.[65]
- 사라스바티는 마츠야 푸라나와 바가바타 푸라나 두 문헌에서만 브라흐마의 딸이자 배우자로 모두 나타난다.

브라흐마 푸라나, 파드마 푸라나, 스칸다 푸라나에서 사라스바티는 브라흐마의 정신에서 태어난 딸로서 배우자가 없는 처녀 여신으로 여겨진다. 브라흐마의 정신에서 사라스바티가 태어난 것은 브라흐만다 푸라나(43장)에서도 묘사되는데, 그녀가 창조된 후 사라스바티는 모든 존재의 혀끝, 지구의 강, 그리고 브라흐마의 일부로 존재하도록 맡겨진다. 브라흐만다 푸라나는 그녀를 오로지 브라흐마의 딸로 인정하지만, 이 텍스트의 랄리토파크야나 섹션에서는 사라스바티에게 다른 기원이 주어지는데, 트리푸라스운다리 여신이 사라스바티를 창조하여 브라흐마의 배우자로 주었다.
사라스바티가 브라흐마의 배우자로만 여겨지는 기록은 브라흐마 바이바르타 푸라나에서 찾을 수 있는데, 사라스바티는 원래 스리 크리슈나 (이 문맥에서는 비슈누의 아바타라가 아닌 최고신)의 샤크티(요시트)의 혀끝에서 창조되었다고 한다. 크리슈나는 그녀를 비슈누의 아내로 주었지만, 공동 아내인 강가와 다툰 후 비슈누는 사라스바티를 브라흐마에게, 강가를 시바에게 넘겼다. 데비 바가바타 푸라나에도 유사한 이야기가 담겨 있다. 랄리토파크야나와 프라다나 라하샤는 사라스바티가 트리푸라스운다리에 의해 창조되어 브라흐마의 아내로 주어졌다고 언급한다.
사라스바티가 딸이자 배우자로 묘사되는 서사에서는 묘사가 다양하다. 마츠야 푸라나는 그녀가 창조를 위해 브라흐마 몸의 왼쪽에서 나왔다고 서술한다. 브라흐마는 사라스바티를 보고 그녀의 아름다움에 매료되어 여러 개의 머리를 만들어 그녀를 응시했다. 그녀의 처음의 망설임에도 불구하고, 그녀는 동의했고 그는 그녀를 자신의 배우자로 삼았으며, 그들은 연꽃 사원에서 백 년 동안 함께 머물렀다. 그들의 결합에서 최초의 필멸의 인간인 스와얌부바 마누가 태어났다. 그 후 브라흐마는 수치심을 느끼고, 사랑의 신 카마와 그의 아들들이 세상을 창조하도록 남겨진다. 마츠야 푸라나에서는 브라흐마의 행동이 비판받지만, 창조가 걸린 문제에서는 인간의 논리를 신성한 존재에게 직접 적용할 수 없다는 점에서 그 결합도 정당화된다. 바가바타 푸라나에서 브라흐마와 사라스바티의 결혼은 직접적인 혈연 관계를 피하는 방식으로 설명된다. 본문에 따르면 브라흐마는 사라스바티를 창조하고 그녀에게 욕망을 품는다. 그러나 그녀를 욕망하는 것에 수치심을 느껴 목숨을 버린다. 그런 다음 브라흐마는 다른 몸으로 나타나고, 이전 브라흐마가 창조한 사라스바티와 결혼한다.
브라흐마가 자신의 딸을 욕망하는 모티프는 푸라나 전통에서 반복되는 주제로, 프라자파티가 우샤스를 욕망한 브라만 신화에서 유래했을 수 있다. 그러나 이 서사에서 딸의 정체성은 항상 사라스바티는 아니며 다양하다. 이 욕망은 일반적으로 일시적인 것으로 묘사되며, 브라흐마는 수치심으로 인해 스스로 극복하거나, 카마에게 저주를 내리거나, 시바에게 제지당하거나(이는 루드라가 프라자파티를 제지한 베다 기록과 유사하다), 또는 딸의 노골적인 거절에 직면하여 결합이 이루어지지 않는다. 주목할 만한 사례는 시바 푸라나에서 발생하는데, 사라스바티는 브라흐마의 구애를 거부하고 그에게 저주를 내린 후 떠난다.
브라흐마와 사라스바티의 관계를 상징적으로 표현하는 또 다른 방법은 그녀가 브라흐마의 입에 거주한다는 믿음이다. 이 개념은 파드마 푸라나를 포함한 여러 푸라나에 나타나는데, 파드마 푸라나에서는 비슈누가 사라스바티가 브라흐마의 입에 거주한다고 칭찬한다. 유사한 언급은 마츠야 푸라나에서도 발견되는데, 가우리도 같은 방식으로 칭찬받는다. 이 믿음에 대한 직접적인 언급은 사라스바티 라하샤 우파니샤드에 나타나는데, 사라스바티를 네 얼굴을 가진 브라흐마의 연꽃 같은 입에 거주하는 신성한 백조로 묘사한다.

#### 사라스바티, 사비트리, 그리고 가야트리

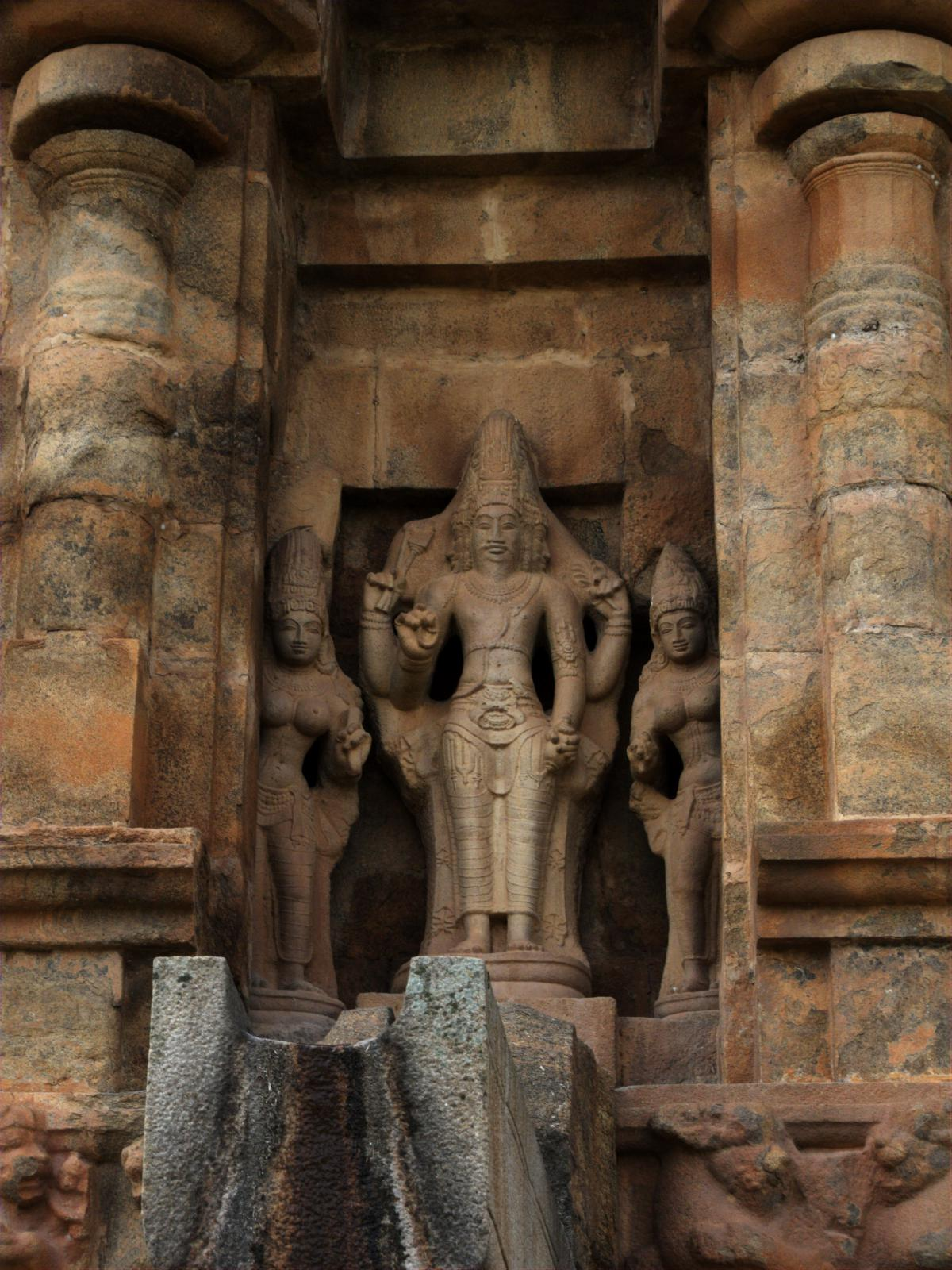
사비트리와 가야트리를 거느린 브라흐마 조각상

여신 사라스바티, 사비트리, 가야트리는 푸라나에서 브라흐마 및 서로 밀접하게 연관되어 있지만, 그들의 연결성은 매우 일관성이 없다. 일부 문헌은 이 세 여신이 동일하다고 본다. 마츠야 푸라나 (아디야야 3, 4)에 따르면 사라스바티, 사비트리, 가야트리, 브라마니, 샤타루파는 같은 신의 다른 이름이다. 마츠야 푸라나 (아디야야 66)와 파드마 푸라나 (V.22.176–194)는 사라스바티와 가야트리가 같은 여신의 상호 교환 가능한 이름이라고 명시한다. 유사하게, 스칸다 푸라나 (VI.46)에서는 가야트리와 사비트리 모두 사라스바티의 동의어로 나열되지만, 같은 텍스트는 사비트리와 가야트리를 별개의 개체로도 언급한다. 바라하 푸라나도 사라스바티, 사비트리, 가야트리를 동일하게 본다.
다른 푸라나 경전에서는 사라스바티, 사비트리, 가야트리를 세 개의 개별적인 신으로 취급한다.
- 브라흐마 푸라나는 이들을 브라흐마의 다섯 딸 중 하나로 나열한다.
- 파드마 푸라나와 스칸다 푸라나에서는 가야트리와 사비트리가 사라스바티의 여성 동반자로 묘사된다.
- 파드마 푸라나는 또한 사라스바티를 브라흐마의 처녀 딸로 묘사하며, 사비트리와 가야트리는 그의 아내로 언급된다. 이 서술에 따르면 브라흐마에게는 사비트리와 가야트리라는 두 배우자가 있었다. 사비트리가 푸슈카라에서 열리는 의식에 참석하지 못하자, 브라흐마는 의식을 완료하기 위해 그녀가 없는 동안 가야트리와 결혼했다. 이에 분개한 사비트리는 그의 숭배를 푸슈카라로 제한하는 저주를 내렸지만, 나중에 가야트리와 화해하여 조화로운 관계를 구축했다.[66] 유사한 이야기는 스칸다 푸라나에도 있는데, 두 아내는 사비트리와 가야트리이며 사라스바티와는 관련이 없다.[76]

특정 경전에서 가야트리는 "베다의 어머니"라고 불리며 (타이티리야 프라티샤키야 17.308d–309a), 사비트리 또한 "네 베다의 어머니"로 묘사된다 (브라흐마 푸라나 II.1.39c). 사라스바티는 차례로 "지식의 주재신" (동상 31b)이자 "모든 학문의 구현체" (동상 31c)로 여겨진다. 따라서 베다 여신 바라티 및 일라와 유사하게, 사라스바티, 사비트리, 가야트리는 모두 지식 (비디야, 즈냐나, 베다)의 영역과 연결되어 있다.
세 번째 범주의 설명에서는 사비트리가 둘 중 하나와 동일시되면서도 다른 하나와는 구별된다. 특정 전통에서는 사비트리가 가야트리와 동일시되는데, 데비 바가바타 푸라나에서 사라스바티와 사비트리가 다섯 프라크리티 중 하나로 열거되는 것이 그 예이다. 반대로, 스칸다 푸라나의 일부 장에서는 사비트리를 사라스바티와 동일시하여 가야트리를 그녀의 공동 아내로 위치시킨다. 스칸다 푸라나의 한 장에서는 사라스바티와 가야트리가 등장하는 신화도 전한다. 이 신화는 브라흐마가 자신의 딸 바치에게 반하는 이야기(푸라나 문헌에서 바치가 사라스바티와 구별되는 드문 경우)를 서술한다. 이 위반의 결과로 브라흐마는 시바에게 살해당했지만, 나중에 사라스바티와 가야트리의 고행을 통해 다시 살아났다.

#### 비슈누와의 관계

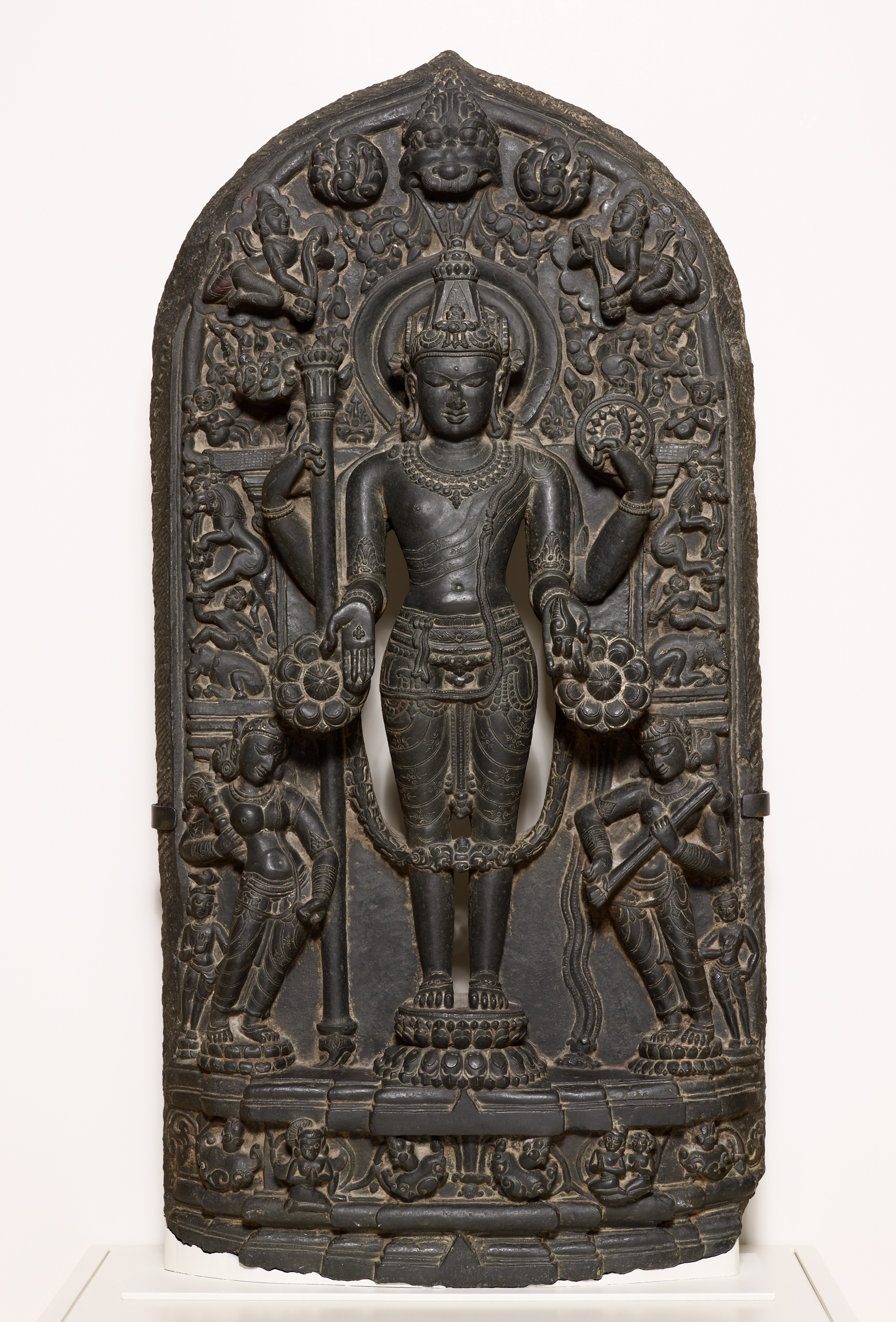
시카고 미술관에 있는 현대 방글라데시의 비슈누와 락슈미 (왼쪽) 및 사라스바티 (오른쪽) 여신 조각상.

브라흐마 외에 사라스바티는 보존신 비슈누와도 연관되어 왔는데, 이는 리그베다 (VI.49.7)에서 사라스바티와 인드라 사이의 확립된 연관성에서 비롯되었을 수 있다. 중세 시대, 특히 벵골 지역에서 흔했던 많은 비슈누 조각상에서 사라스바티는 부미를 대신하여 그의 두 번째 아내가 되며, 이로써 사라스바티는 여신 락슈미의 공동 아내가 된다. 이 두 여신은 비슈누의 옆을 지키며 그의 역할에 조력한다.
그러나 사라스바티와 비슈누 사이의 혼인 관계는 푸라나에서 거의 발견되지 않으며, 두 개의 예외가 있다. 브라흐마 바이바르타 푸라나 (II.6)와 데비 바가바타 푸라나 (IX.6)에 따르면, 사라스바티는 원래 나라야나 또는 비슈누의 아내였다. 데비 바가바타 푸라나에서 사라스바티는 락슈미와 강가와 함께 비슈누의 세 아내 중 한 명으로 묘사된다. 강가의 비슈누를 향한 장난스러운 시선에 화가 난 사라스바티가 그녀가 비슈누의 애정을 훔쳤다고 비난하면서 갈등이 발생했다. 비슈누는 중립을 지켰고, 락슈미는 중재를 시도했다. 질투심에 사라스바티는 락슈미에게 툴라시 식물로 태어나라고 저주했다. 이에 대한 보복으로 강가는 사라스바티에게 강이 되라고 저주했고, 사라스바티는 같은 저주로 응수하며 죄인들이 강가의 물에서 죄를 씻게 될 것이라고 선언했다. 비슈누는 사라스바티가 세 가지 형태로 존재할 것이라고 선언했다. 즉, 한 부분은 그와 함께, 다른 부분은 지구의 강으로, 세 번째 부분은 브라흐마의 배우자로 존재할 것이다.
사라스바티가 비슈누의 아내와 연관되지 않는다면, "비슈누의 혀"로서의 여신 사라스바티 개념이 푸라나에서 중요성을 얻었다. 마츠야 푸라나는 바마나가 그의 우주적 형태를 취했을 때, 사트야가 그의 언어가 되었고, 사라스바티가 그의 혀가 되었다고 명시한다 (마츠야 푸라나 246.57). 바마나 푸라나도 사라스바티를 "비슈누의 혀"라고 언급한다 (바마나 푸라나 32.23). 브라흐마 푸라나는 비슈누가 "입에 사라스바티를 품고 있다"고 묘사한다 (브라흐마 푸라나 122.71c).

#### 푸라나 서사의 사라스바티 강 측면

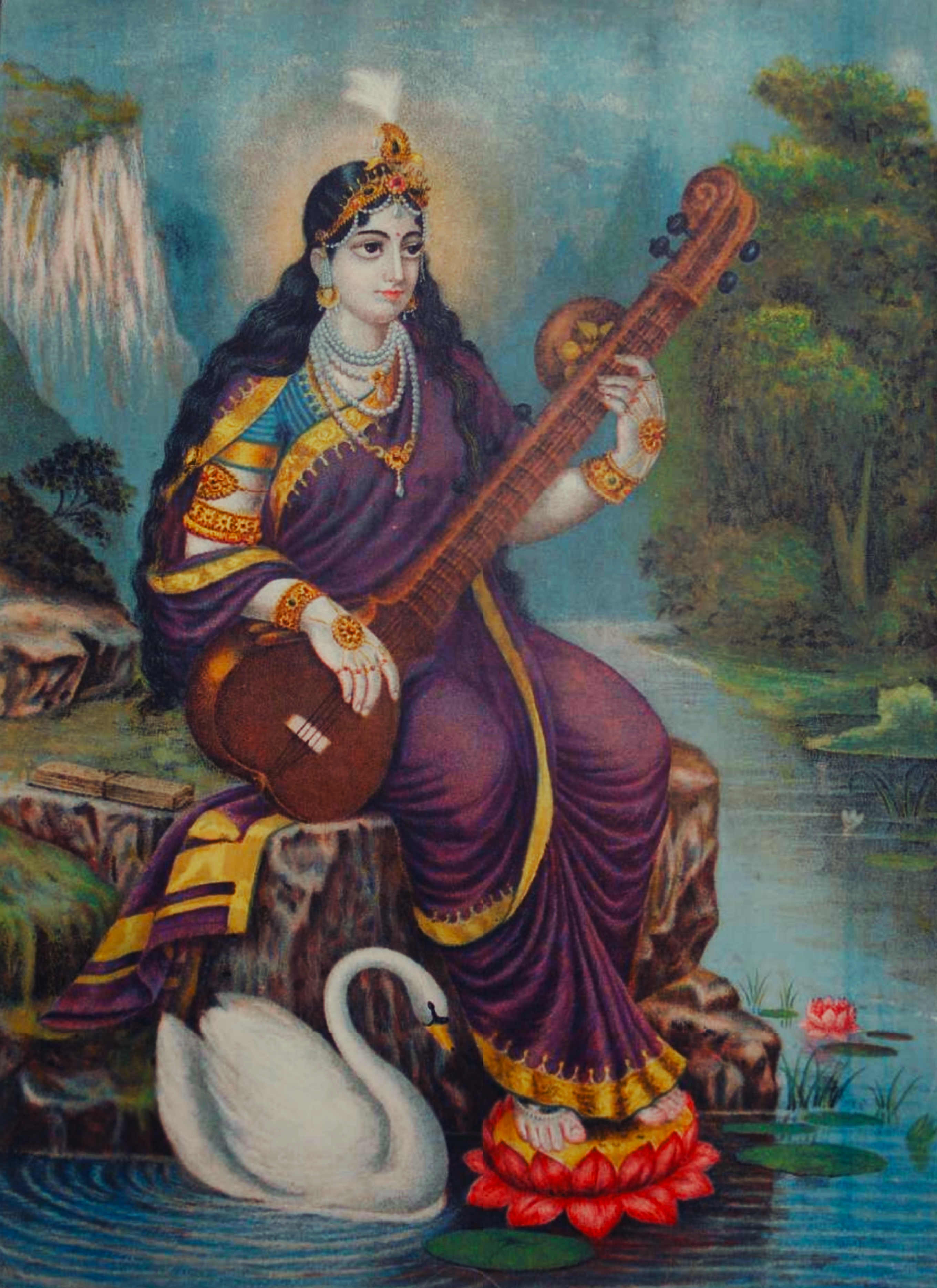
벵골 시장에서 묘사된 사라스바티 (19세기, 1895년 이전). 대영 도서관 큐레이터의 요약에 따르면, "학문과 지식의 여신 사라스바티가 강둑에 앉아 있다. 그녀의 발은 연꽃 위에 놓여 있으며, 베다를 나타내는 야자 잎 원고가 그녀 옆에 있고 그녀는 비나를 들고 있다. 그녀의 탈것인 백조는 근처에 위치해 있다."

리그베다에서 사라스바티는 주로 강 여신으로 묘사되며, 비옥함과 순수함을 구현하고 사라스바티강의 의인화로 숭배된다. 그녀의 강으로서의 양육하고 생명을 주는 힘은 찬가에서 "어머니 중 최고, 강 중 최고, 여신 중 최고"로 묘사되며 찬양된다. 리그베다의 기도문에서도 그녀는 '어머니 중 최고, 강 중 최고, 여신 중 최고'로 묘사된다. 그러나 후기 힌두 문헌을 통해 지식, 언어, 문화와의 사라스바티의 연관성이 중요해지면서 물리적인 강과의 직접적인 연관성은 줄어들었다. 그럼에도 불구하고, 푸라나들은 그녀의 확장된 정체성 외에 우주적인 강의 역할도 보존하는 새로운 서사를 통합하여 사라스바티의 강다운 특성을 유지한다.
사라스바티가 강이 되는 이야기는 파드마 푸라나의 스리슈티 칸다와 스칸다 푸라나에 소개된다. 스칸다 푸라나에서는 타라카마야 전쟁 이후 데바들이 무기들을 다디치의 아슈람에 보관했다. 그들이 무기를 돌려달라고 요구했을 때, 현자는 자신의 고행으로 모든 힘을 흡수했음을 알리고, 대신 자신의 뼈를 새로운 무기의 재료로 제공했다. 신들의 반대에도 불구하고, 현자는 자신을 희생했고, 그의 뼈는 비슈바카르마에 의해 새로운 무기를 만드는 데 사용되었다. 현자의 아들 피팔라다는 이 소식을 듣고 고행을 통해 데바들에게 복수하고자 했다. 그의 오른쪽 허벅지에서 암말이 나타났고, 이 암말은 다시 불타는 사람인 바다바를 낳았으며, 이 바다바는 모든 창조물을 파괴하겠다고 위협했다. 비슈누는 바다바에게 데바들을 하나씩 삼키는 것이 최선의 행동이며, 창조의 태고적 물, 즉 데바와 아수라 모두의 가장 중요한 물을 먼저 소비해야 한다고 설득했다. 바다바는 이 물의 근원까지 처녀와 동행하기를 원했고, 사라스바티는 내키지 않았지만 이 목적을 위해 파견되었다. 그녀는 그를 바다의 신 바루나에게 데려갔고, 바루나는 그 존재를 삼켰다. 사라스바티는 신성한 강으로 변모하여 다섯 갈래로 바다로 흘러들어 물을 신성하게 만들었다.
파드마 푸라나에서는 바라가바족(브라만 그룹)과 헤하야족(크샤트리야 그룹) 사이에 끔찍한 전투가 있었다고 한다. 이 전투에서 모든 것을 삼키는 불인 바다바그니가 태어났고, 이는 온 세상을 파괴할 위협을 가했다. 일부 버전에서는 아우바라는 현자가 그것을 창조했다. 인드라, 비슈누, 그리고 데바들은 사라스바티를 방문하여 우주를 보호하기 위해 그 불을 서쪽 바다에 놓아달라고 요청했다. 사라스바티는 비슈누에게 자신의 배우자인 브라흐마가 그렇게 하라고 말하면 돕겠다고 말했다. 브라흐마는 그녀에게 바다바그니를 서쪽 바다에 놓으라고 명령했다. 사라스바티는 동의했고, 강가와 함께 브라흐마로카를 떠나 현자 우탄카의 아슈라마에 도착했다. 거기서 그녀는 강가를 데리고 가기로 결정한 시바를 만났다. 그는 바다바그니를 항아리에 담아 사라스바티에게 주며, 플락샤 나무에서 시작하라고 말했다. 사라스바티는 나무와 합쳐져 강으로 변했다. 거기서부터 그녀는 푸슈카라로 흘러갔다. 사라스바티는 계속해서 바다를 향해 나아갔고, 푸슈카리니에서 죄인들을 구원했다. 마침내 그녀는 여정의 끝에 도달하여 불을 바다에 담갔다.

### 샤크타 경전

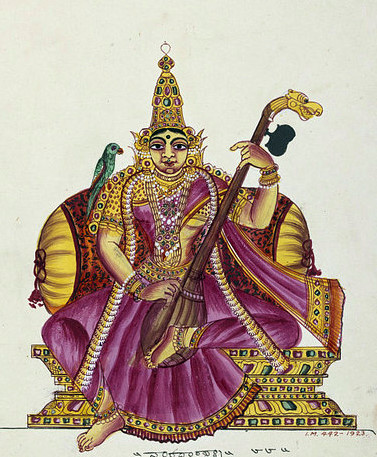
19세기 남아시아 화풍의 비나와 앵무새를 든 라자-마탕기

사라스바티는 현재 샤크티파로 알려진 인도 여신 중심의 전통에서 핵심적인 인물이다. 사라스바티는 데비 마하트미야 (6세기경 마르칸데야 푸라나에 추가된 샤크티파의 중심 텍스트)에 등장한다. 이 텍스트에서 그녀는 마하칼리와 마할락슈미와 함께 "삼위일체 여신"(트리데비)의 일부이다. 샤크티파에서 이 삼위일체(다른 힌두 종파의 남성 트리무르티에 대한 샤크티파의 응답)는 최고 여신인 마하데비 (그리고 모든 신들, 남성이든 여성이든, 태어나는 최고의 신)의 현현이며, 아디 파라샤크티("원초적 최고 힘")와 같은 다른 이름으로도 알려져 있다.
데비 마하트미야에 따르면, 이 최고 여신은 지고한 형상 없는 (파라브라흐만, 절대적 현실) 의식인 태고의 창조자이며, 트리데비는 그녀의 주요 사구나("형태를 가진", 현현된, 화신된) 현현이다. 마하사라스바티는 창조적이고 활동적인 원리(라자식, 에너지가 넘치고 활동적)라고 하며, 마할락슈미는 유지자(사트빅, "선함")이고 마하칼리는 파괴자(타마식, "어둠")라고 한다.
데비 바가바타 푸라나와 데비 우파니샤드와 같은 다른 영향력 있는 샤크타 경전에서는 사라스바티(모든 힌두 여신들과 함께)도 최고 여신 마하데비의 현현이라고 한다.
탄트라 샤크타 문헌에서 사라스바티는 여러 형태로 나타난다. 주요 탄트라 형태는 마탕기로, "탄트라 사라스바티"로 여겨지는 신이다. 마탕기는 음악과 학문 등 사라스바티의 많은 속성을 유지하지만, 적, 질병, 오염/불순물, 그리고 아웃캐스트(찬달라)를 물리치는 것과도 관련이 있다. 그녀는 종종 남은 음식을 제공받으며 녹색이다. 마탕기는 또한 열 명의 마하비드야로 알려진 샤크타 여신군에 속한다.
마탕기는 스리 비디야 샤크티파에서 중요하며, 그곳에서 그녀는 어두운 푸른색의 샤말라("어두운 안색")로도 알려져 있으며, 랄리타 트리푸라스운다리의 즈냐나 샤크티(지혜의 힘)의 현현으로, 랄리타의 사탕수수 활에서 솟아났다. 그녀는 샤말라 나바라트리 축제에서 기념되며 랄리타의 총리로 여겨진다. 이 신에게 바치는 다양한 찬송과 송가(스토트라)가 있는데, 아마도 가장 중요한 것은 위대한 인도 산스크리트 시인 칼리다사가 지은 스리 샤말라 단다캄일 것이다.

## 상징과 도상학
여신 사라스바티는 종종 순백의 옷을 입은 아름다운 여성으로 묘사되며, 종종 흰색 연꽃 위에 앉아 있는데, 이는 빛, 지식, 진실을 상징한다. 그녀는 지식뿐만 아니라 최고 현실의 경험도 구현한다. 그녀의 도상학은 의상에서 꽃, 백조에 이르기까지 일반적으로 흰색 테마를 사용하는데, 이 색상은 사트바 구나, 즉 순수함, 참된 지식을 위한 식별, 통찰력 및 지혜를 상징한다.
그녀의 디아나 만트라는 그녀를 달처럼 하얗고, 흰 옷을 입고, 흰 장신구로 장식되어 있으며, 아름다움으로 빛나고, 손에 책과 펜을 들고 있다고 묘사한다 (책은 지식을 나타낸다).
그녀는 일반적으로 네 개의 팔을 가진 것으로 묘사되지만, 때로는 두 개만 가진 것으로 나타나기도 한다. 네 개의 손을 가진 것으로 묘사될 때, 그 손들은 그녀의 남편 브라흐마의 네 머리(마나스(마음, 감각), 붓디(지성, 추론), 칫타(상상력, 창의성), 아함카라(자아 의식, 에고))를 상징적으로 반영한다. 브라흐마는 추상적인 것을 나타내고, 그녀는 행동과 현실을 나타낸다.
네 손은 상징적인 의미를 지닌 물건을 들고 있다. 푸스타카(책 또는 경전), 말라(묵주, 화환), 물 항아리, 그리고 악기(비나). 그녀가 들고 있는 책은 보편적이고 신성하며 영원하고 참된 지식뿐만 아니라 모든 형태의 학문을 나타내는 베다를 상징한다. 수정으로 만든 말라는 명상, 내면의 성찰, 영성의 힘을 나타낸다. 물 항아리는 옳고 그름, 깨끗함과 불결함, 본질과 불필요한 것을 구별하는 정화의 힘을 나타낸다. 일부 문헌에서는 물 항아리가 소마—해방과 지식으로 이끄는 음료—를 상징한다. 사라스바티의 가장 유명한 특징은 비나라는 악기로, 모든 창조 예술과 과학을 나타내며, 그녀가 그것을 들고 있는 것은 조화를 이루는 지식을 표현하는 것을 상징한다. 사라스바티는 또한 아누라가와 관련이 있는데, 이는 음악에 대한 사랑과 리듬을 의미하며, 언어 또는 음악으로 표현되는 모든 감정과 느낌을 나타낸다.
백조나 거위인 함사는 종종 그녀의 발 근처에 놓여 있다. 인도 신화에서 함사는 성스러운 새로, 우유와 물을 섞어 주면 우유만을 분리하여 마시고 물은 남겨두는 특별한 능력을 가지고 있다고 한다. 새의 이러한 특성은 삶의 복잡성 속에서 지혜를 추구하고, 선과 악, 진실과 거짓, 본질과 겉모습, 영원한 것과 덧없는 것을 구별하는 능력을 은유적으로 나타낸다. 백조와의 연관성 때문에 사라스바티는 함사바히니라고도 불리는데, 이는 "함사를 탈것으로 삼는 자"를 의미한다. 백조는 또한 영적 완성, 초월, 해탈을 상징한다.
때때로 치트라메칼라(공작새라고도 불림)가 여신 옆에 나타난다. 공작새는 다채로운 화려함, 춤의 향연, 그리고 뱀을 잡아먹는 자로서 자아의 뱀 독을 깨달음의 빛나는 깃털로 변화시키는 연금술적 능력을 상징한다.

## 형태와 아바타
경전에 많은 아바타와 사라스바티의 형태가 입증되었다.

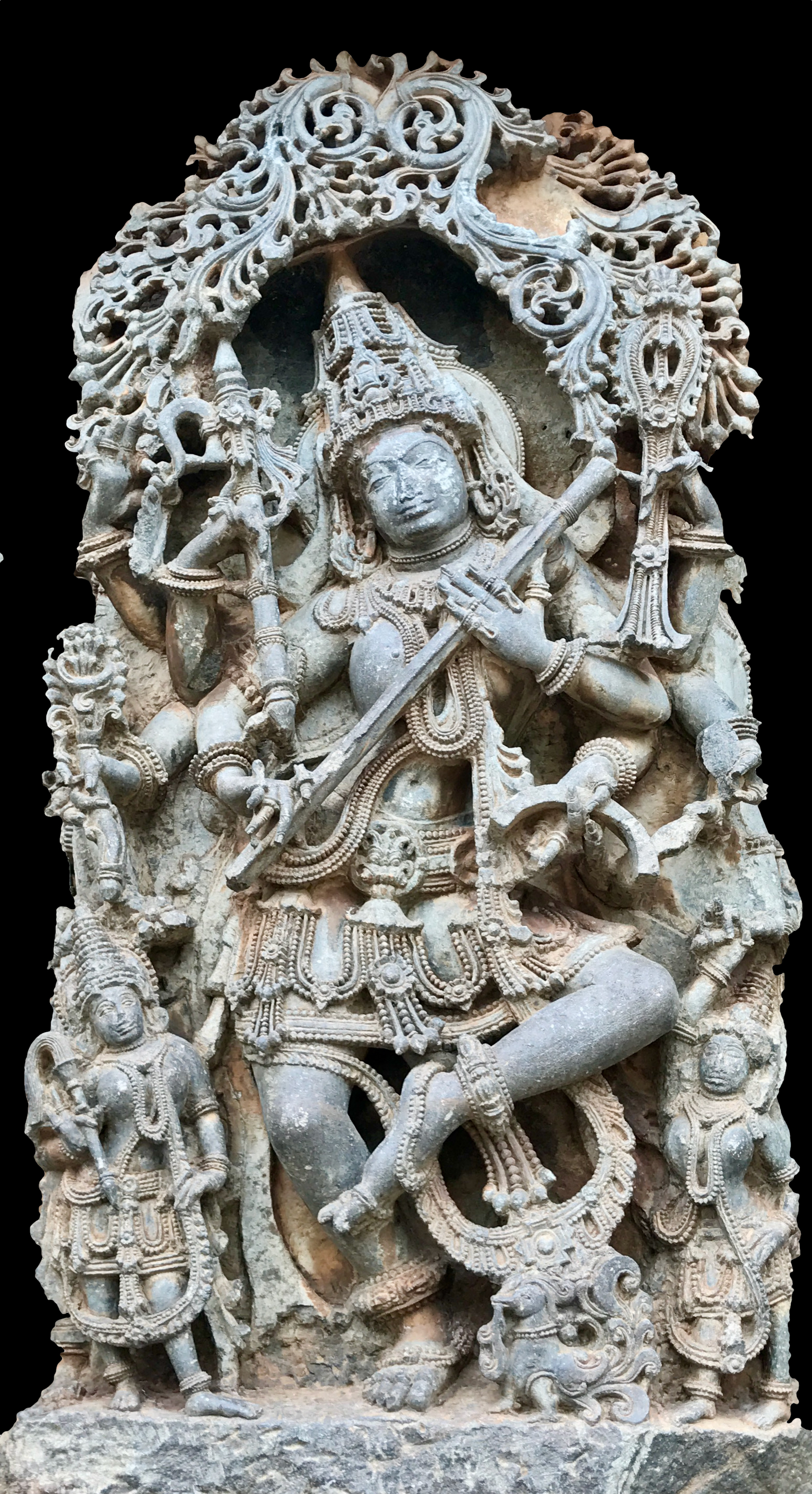
호야살레스바라 사원, 하레비드 카르나타카 (c. 1150년). 춤추는 사라스바티는 여덟 개의 팔을 가지고 있으며, 이들 중 하나는 위에 그려져 있다. 그녀는 고전 인도 춤 자세를 취하고 있으며, 여덟 손 중 하나에는 펜, 야자잎 문서, 악기 및 주요 예술 도구를 들고 있다. 따라서 조각가들은 그녀를 지식과 모든 예술의 여신으로 묘사했다.

그녀는 카슈미르 샤크티 피타에서는 마하사라스바티로, 바사라와 바르갈에서는 비디야 사라스바티로, 스링게리에서는 샤라담바로 숭배된다. 일부 지역에서는 그녀가 사비트리와 가야트리라는 쌍둥이 정체성으로 알려져 있다.
샤크티파에서 그녀는 마티리카 (어머니 여신) 아바타인 브라마니로 나타난다. 사라스바티는 지식과 지혜의 여신일 뿐만 아니라 브라마비드야 자체, 즉 궁극적인 진리의 지혜의 여신이다. 그녀의 마하비드야 형태는 마탕기이다.
- 비디야, 그녀는 지혜와 지식의 모든 측면에서 무형의 개념이다.
- 가야트리, 그녀는 베다의 의인화이다.
- 사비트리, 그녀는 순수함의 의인화이며, 브라흐마의 배우자이다.

### 마하 사라스바티
빈디아, 오디샤, 서벵골, 아삼주와 같은 인도 일부 지역과 네팔 동부에서는 사라스바티가 데비 마하트미야 샤크타 신화에서 마하칼리, 마할락슈미 및 마하사라스바티의 트리데비의 일부이다. 이것은 힌두교의 트리무르티 신들 (브라흐마, 비슈누, 시바)과 여신들 (사라스바티, 락슈미, 파르바티)이 어떻게 생겨났는지 설명하려는 많은 힌두 전설 중 하나이다.
마하 사라스바티는 팔이 여덟 개이며 종종 흰 연꽃 위에 앉아 비나를 들고 있는 모습으로 묘사된다.

데비 마하트미야 다섯 번째 장의 시작 부분에 나오는 그녀의 디아나 구절은 다음과 같다:
연꽃 손에 종, 삼지창, 쟁기, 소라 껍데기, 절구, 원반, 활, 화살을 들고 있으며, 그 광채는 가을 하늘의 달빛과 같다. 그녀는 가우리의 몸에서 태어났으며 세 세계의 지탱하는 근본이다. 슘바와 다른 아수라들을 파괴한 그 마하사라스바티를 나는 여기서 숭배한다.
마하사라스바티는 또한 나바샤크티(나바두르가와 혼동하지 말 것), 즉 브라흐미, 바이슈나비, 마헤스와리, 카우마리, 바라히, 나르심히, 아인드리, 시브두티, 차문다와 같은 아홉 가지 샤크티 형태의 또 다른 전설의 일부이며, 인도 동부에서 강력하고 위험한 여신으로 숭배된다. 이들은 이 지역에서 나바라트리에 특별한 의미를 지닌다. 이들 모두는 궁극적으로 하나의 위대한 힌두 여신인 두르가의 측면으로 간주되며, 마하 사라스바티는 그 아홉 중 하나이다.

### 마하비드야 닐라 사라스바티
티베트와 인도 일부 지역에서는 닐라사라스바티가 때때로 마하비드야 타라의 한 형태로 간주된다. 닐라사라스바티는 전통적인 사라스바티와 크게 다르지 않으며, 탄트라 문헌에서 지식과 창조적 에너지를 포함한다. 전통적인 사라스바티의 형태는 차분하고 자비로우며 평화로운 반면, 닐라사라스바티는 힌두교의 한 학파에서 우그라(성난, 폭력적인, 파괴적인) 현현이며, 보다 일반적인 사라스바티는 대부분 다른 학파에서 발견되는 사우미야(차분하고, 자비로우며, 생산적인) 현현이다. 후자의 탄트라 문헌에서 닐라사라스바티는 100개의 이름을 가지고 있다. 탄트라사라에는 그녀의 숭배를 위한 별도의 디아나 슐로카와 만트라가 있다.
그녀는 인도 일부 지역에서 타라 여신의 화신 또는 현신으로 숭배되지만, 주로 인도 밖에서 숭배된다. 그녀는 숭배될 뿐만 아니라 사라스바티 여신의 한 형태로도 나타난다.

### 카슈미르의 샤라다 아바타

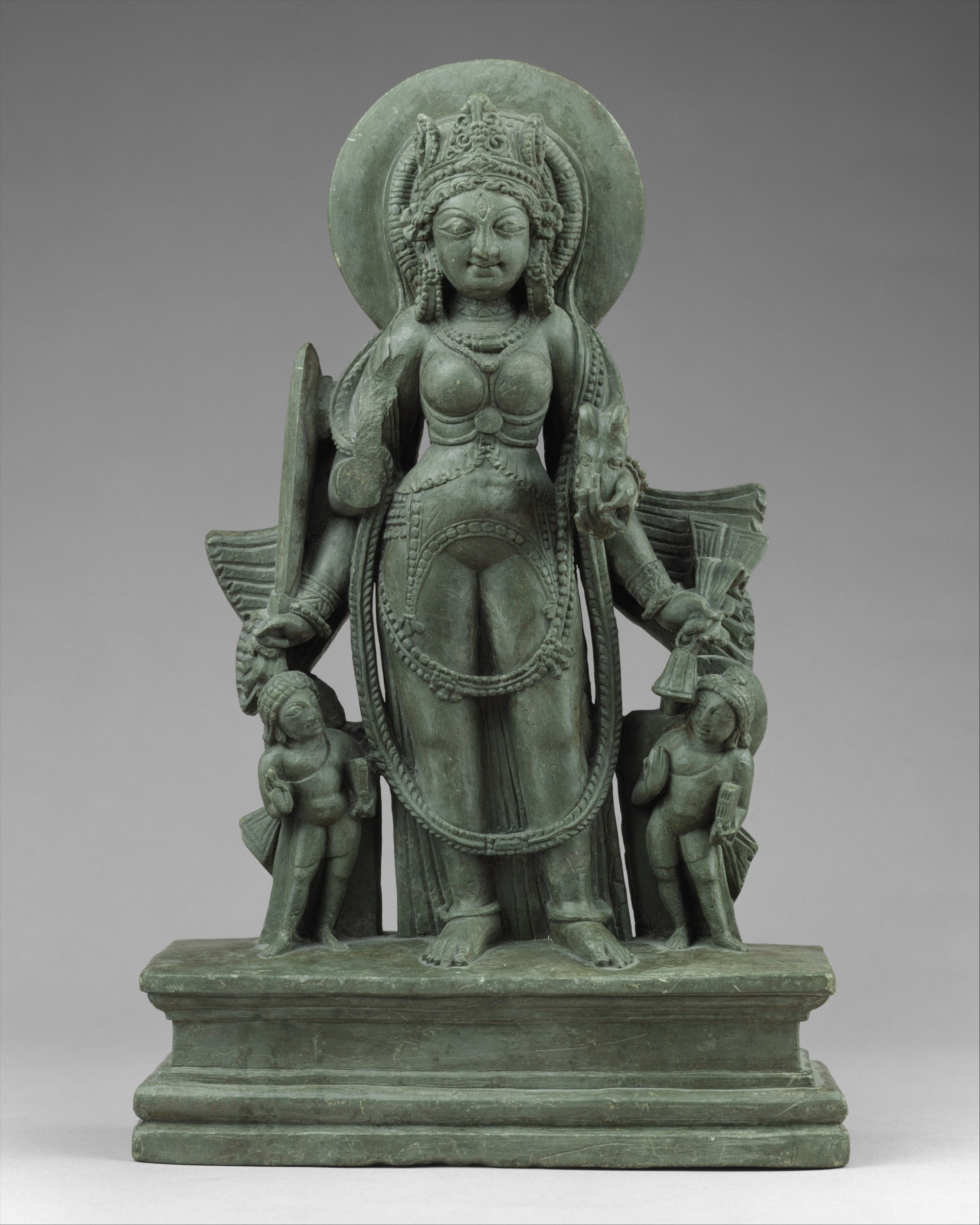
9세기 말 카슈미르에서 만들어진 왕관을 쓴 샤라다 여신상

카슈미르에서 여신 숭배에 헌정된 가장 초기의 알려진 성지는 샤라다 피트(서기 6세기–12세기)로, 샤라다 여신에게 헌정되었다. 현재 아자드 카슈미르에 위치한 폐허가 된 힌두교 사원이자 고대 학문의 중심지였다. 샤라다 피트에서 숭배되는 샤라다 여신은 여신 샤크티의 삼위일체 구현체이다: 샤라다(학문의 여신), 사라스바티(지식의 여신), 그리고 바그데비(힘을 표현하는 언어의 여신). 카슈미르 판디트들은 이 성지가 여신의 거처라고 믿는다. 여신이 거하는 샘물을 직접 보아서는 안 된다는 카슈미르 판디트의 신념에 따라, 성지에는 샘물을 가리는 돌판이 있는데, 그들은 그곳이 샤라다 여신이 리쉬 샨딜랴에게 자신을 드러낸 샘물이라고 믿는다. 이는 카슈미르 판디트가 카슈미르에서 소수 집단이 된 후에도 계속된 카슈미르 판디트 문화의 지식과 교육의 중요성을 진전시켰다.
마하 샤크티 피트 중 하나로서, 힌두교도들은 이 곳이 여신 사티의 떨어진 오른손의 영적인 장소라고 믿는다. 샤라다 피트는 마르탄드 태양 사원과 아마르나트 사원과 함께 카슈미르 판디트들의 세 가지 가장 성스러운 순례지 중 하나이다.

## 숭배

### 사원
전 세계에는 사라스바티에게 헌정된 많은 힌두교 사원이 있다. 주목할 만한 사원으로는 다음이 있다:
- 그나나 사라스바티 사원, 바사르 고다바리강 강둑
- 샤라다 피트 [18 마하샤크티 피트 중 하나]는 사라스바티 여신에게 헌정되었다.
- 푸슈카라의 사비트리 마타 만디르
- 바르갈 사라스바티 사원, 텔랑가나주
- 사라스와티 크셰트라무, 아난타사가르
- 스링게리 샤라담바 사원, 카르나타카
- 콜루르 묵암비카 사원, 콜루르
- 아바남코드 사라스와티 데비 사원(스바얌부 바가바티), 케랄라[109]
- 남 파라부르의 다크시나 묵암비카 사원
- 파나치카두 사원, 케랄라
- 샤라다 피트, 필라니, 라자스탄
- 쿠타누르 마하 사라스와티 사원, 타밀나두 쿠타누르
- 마 샤르다 만디르, 마이하르
- 스리 즈냐네스와리 피타, 카르나타카[110]
- 자갓싱푸르의 사랄라 사원, 오디샤
- 푸라 타만 사라스바티, 인도네시아

### 축제와 푸자
사라스바티 여신과 관련된 가장 유명한 축제 중 하나는 힌두교의 바산트 판차미 축제이다. 마가월 힌두 달력의 다섯째 날에 기념되며, 인도에서는 사라스바티 푸자와 사라스바티 자얀티로도 알려져 있다.

#### 남인도에서
케랄라주와 타밀나두주에서는 나바라트리 축제의 마지막 3일, 즉 아슈타미, 나바미, 다시암을 사라스바티 푸자로 기념한다.
축하 행사는 푸자 바푸(예배를 위한 배치)로 시작된다. 이는 아슈타미 날에 푸자용 책을 놓는 것으로 이루어진다. 이는 자신의 집에서, 전통 교사가 운영하는 지역 보육원에서, 또는 지역 사원에서 이루어질 수 있다. 책은 예배 후 셋째 날 아침(비자야 다시암)에만 읽기 위해 꺼내진다. 이를 푸자 에두푸(푸자에서 가져오기)라고 부른다. 비자야 다시암 날, 케랄라와 타밀나두는 아이들이 보육원에 입학하기 전에 엘루티니루투 또는 "쓰기 시작"을 기념한다. 이를 비디아람밤이라고도 부른다. 아이는 종종 가족의 연장자나 교사의 지도를 받아 접시에 뿌려진 쌀 위에 검지 손가락으로 글자를 처음 쓰는 의식을 행한다.

#### 동인도와 북동인도에서

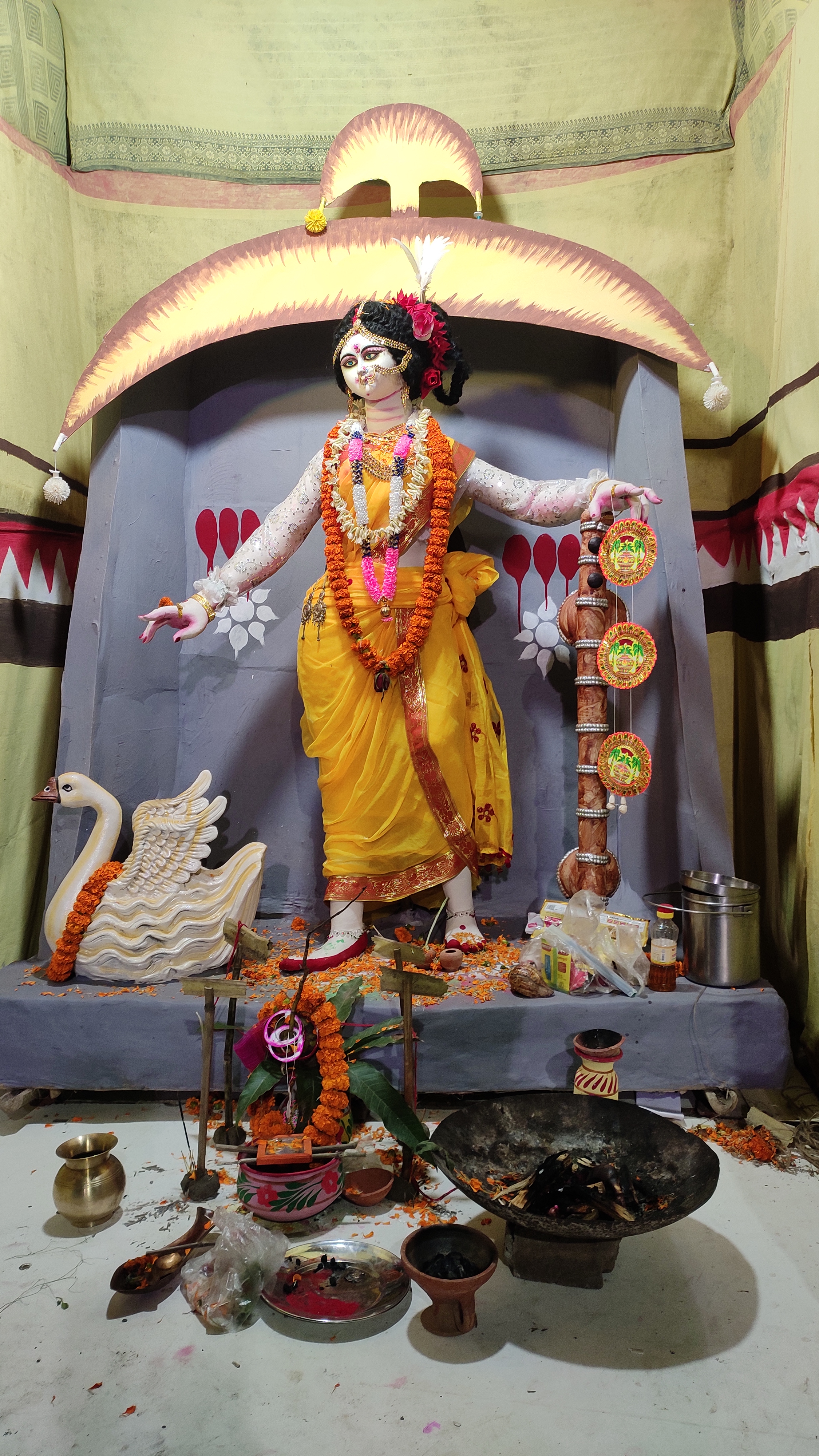
사라스바티 푸자, 찬다나가르, 서벵골

아삼주, 오디샤, 서벵골, 트리푸라주에서는 매년 마가월(약 2월)의 5일에 열리는 힌두 축제인 바산트 판차미에 사라스바티 여신을 숭배한다. 힌두교도들은 사원, 가정, 교육기관에서 이 축제를 기념한다.

#### 북인도, 서인도, 중앙인도에서
비하르주와 자르칸드주에서는 바산트 판차미가 흔히 사라스바티 푸자로 알려져 있다. 이 날, 사라스바티 여신은 학교, 대학, 교육 기관뿐만 아니라 음악 및 무용 관련 기관에서도 숭배된다. 이 날에는 학교 및 기관에서 문화 행사도 개최된다. 특히 학생들은 판달(화려한 천으로 만들어지고 조명 및 기타 장식품으로 장식된 텐트)에서도 사라스바티 여신을 숭배한다. 이 주들에서는 사라스바티 푸자 때 흙으로 만든 사라스바티 여신상을 숭배한다. 사라스바티 푸자에는 사람들이 우상을 숭배하고 푸자 후에 프라사드를 신자들에게 배포한다. 프라사드는 주로 분디 (모티추르), 당근 조각, 완두콩, 인도 자두 (베르)로 구성된다. 다음 날 또는 종교적 조건에 따라 아무 날이든 우상은 아비르와 굴랄을 가지고 놀며 즐겁게 하바나 (희생제)를 수행한 후 연못에 잠긴다 (무르티 비사르잔 또는 프라티마 비사르잔으로 알려짐). 프라티마 비사르잔 후, 푸자 의식 조직에 참여한 구성원들은 함께 키치디를 먹는다.
고아주에서는 사라스바티 푸자가 마하 사프타미의 사라스바티 아바한으로 시작하여 비자야다샤미의 사라스바티 우다산 또는 비사르잔으로 끝난다.
2018년, 하리아나주 정부는 사라스바티의 이름을 딴 연례 국가 사라스바티 마호차브를 주에서 시작하고 후원했다.

#### 인도네시아에서

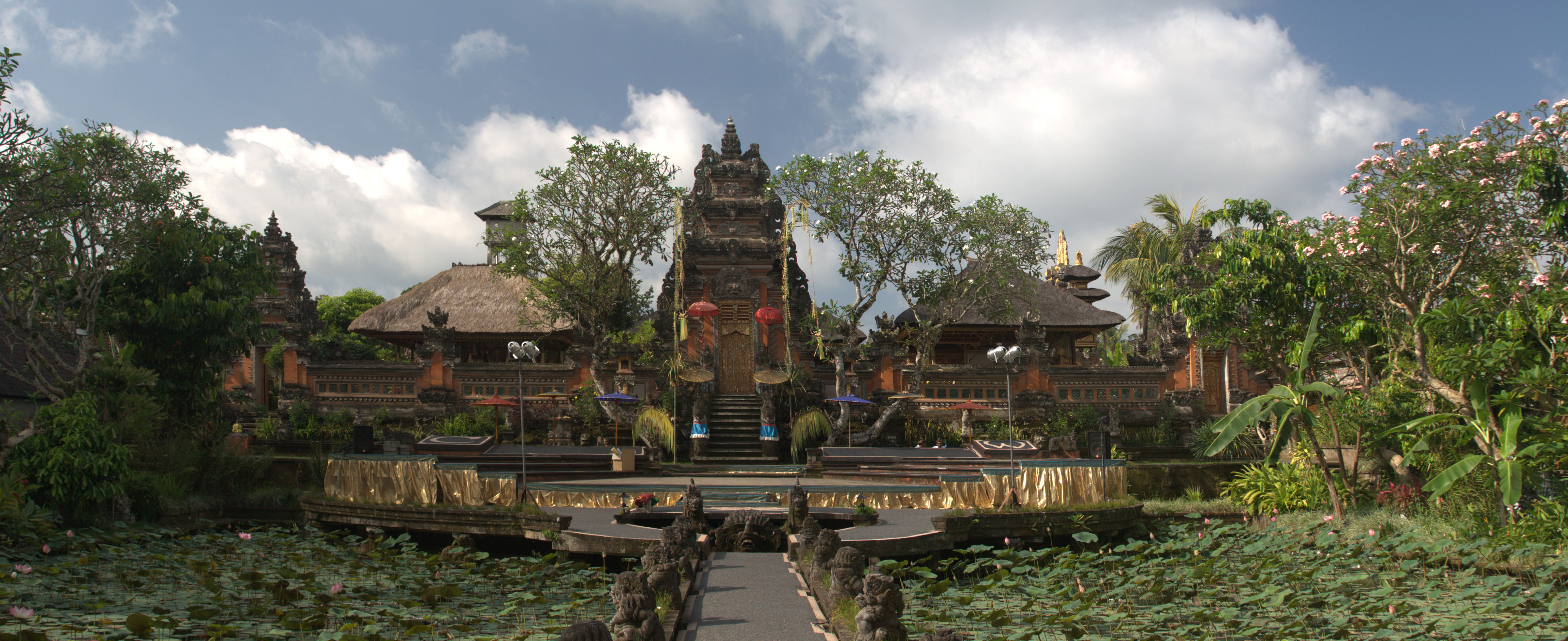
푸라 타만 사라스바티, 발리주

와투 구눙, 파우콘 달력의 마지막 날은 학문의 여신 사라스바티에게 헌정된다. 책에 헌정되는 날이지만, 독서는 허용되지 않는다. 한 해의 넷째 날은 "철 울타리"를 의미하는 파게르웨시라고 불린다. 이 날은 선과 악의 싸움을 기념한다.
사라스바티는 발리 힌두교에서 중요한 여신이다. 그녀는 인도의 힌두 문헌에 나오는 사라스바티와 동일한 속성과 도상학을 공유한다. 두 곳 모두에서 그녀는 지식, 창조 예술, 지혜, 언어, 학문, 순수함의 여신이다. 발리주에서는 인도네시아 힌두교도들의 주요 축제 중 하나인 사라스바티의 날에 그녀를 기념한다. 이 날은 파우콘 달력에서 210일 주기의 끝을 알린다.
사라스바티의 날에는 사람들은 사원과 성스러운 경전에 꽃을 바친다. 사라스바티의 날 다음 날은 정화의 날인 바뉴 피나루이다. 이 날 발리 힌두교도들은 아침에 바다, 성스러운 폭포 또는 강가로 가서 사라스바티에게 기도를 올린 후 그 물에 몸을 씻는다. 그런 다음 전통적인 베베크 베투투와 나시 쿠닝과 같은 잔치를 준비하여 함께 나눈다.
사라스바티 데이 축제는 발리에서 오랜 역사를 가지고 있다. 최근 수십 년 동안 인도네시아의 힌두 공동체에서 더 널리 퍼졌으며, 연극과 춤 공연으로 기념된다.

#### 동남아시아
사라스바티는 앙코르의 캄보디아 힌두교도들 사이에서 기도를 통해 숭배되었다. 그녀와 브라흐마는 7세기 이후 캄보디아 금석학에서 언급되며, 그녀는 크메르 시인들에게 능변, 글쓰기, 음악의 여신으로 칭송받는다. 그녀의 남편 브라흐마보다 그녀에게 더 많은 봉헌이 이루어졌다. 그녀는 또한 야쇼바르만, 크메르 제국의 힌두 왕 시대의 크메르 문학에서 바기스바리와 바라티로도 불린다.

## 불교에서

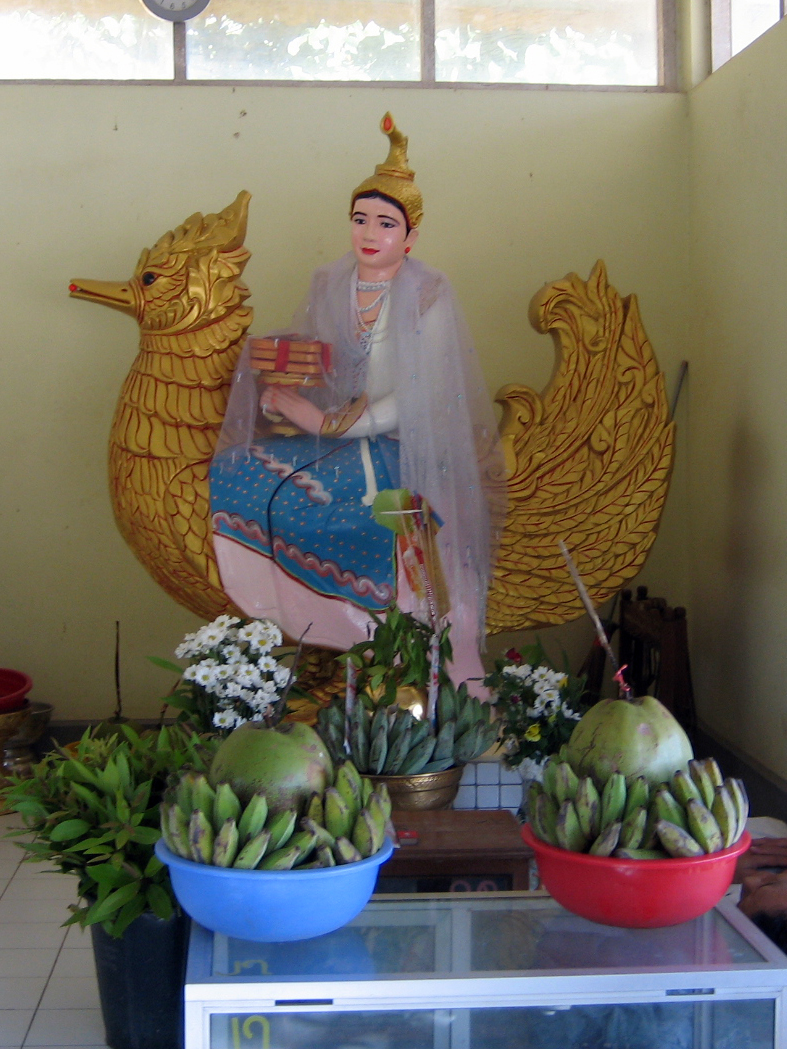
차욱타우기 불상 사원 (양곤)의 투라사디 동상

불교에서 사라스바티는 언어, 경전, 지식, 치유, 보호와 같은 베다적 연관성을 많이 유지한 중요한 신이 되었다. 그녀는 또한 지혜의 보살인 문수보살의 배우자로도 알려지게 되었다. 미란다 쇼의 인도 불교 여신에 따르면:
사라스바티와 지적 영역의 연관성은 그녀가 지혜와 그 봉사자들(정신적 명료성, 추론 능력, 기억력, 웅변술)을 높이 평가하는 불교도들에게 호의를 얻을 수 있도록 보장했다. 따라서 사라스바티는 완전한 지혜의 여신인 반야바라밀타와 친밀한 관계를 갖는다. 그들은 동일한 만트라로 호출될 수 있으며, 이는 지혜의 여신과 학문의 수호신 사이의 친족 관계를 반영한다. 
쇼는 불교 경전에서 사용된 사라스바티의 다양한 별칭을 나열한다: "비슈누의 현현," "간다르바 처녀," "백조 아이," "브라흐마의 딸," "호수의 여인," "달의 누이," "언어의 여신," "깨달은 언어를 강화하는 신성한 여인," "금강과 같은 언어의 힘을 가진 여신," "이해를 부여하는 자," "지식의 여신," 그리고 "지혜의 여신."
쇼에 따르면, 사라스바티의 불교적 묘사는 힌두적 묘사에 영향을 받았다. 인기 있는 묘사는 "금강 비파의 여인"(바즈라비나)이라고 불리며, 쇼는 다음과 같이 묘사한다.
그녀는 흰색의 두 팔을 가진 현현으로, 그녀의 뛰어난 비파, 즉 비나를 연주한다. 이 악기는 청금석으로 만들어졌으며 천 개의 현을 가지고 있어 모든 음을 낼 수 있다. 사라스바티의 선율은 우주에 퍼져 모든 존재를 그들의 귀에 가장 즐거운 소리로 기쁘게 한다. 그녀는 발목을 꼬고 무릎을 세운 독특한 자세로 앉아 악기를 균형 있게 잡기에 적합하다. 
사라스바티가 불교 경전에 가장 처음 등장하는 것은 서기 1세기 대승불교의 금광명경 (다양한 버전/번역본이 있음)이다. 이 경전은 서기 417년 중국어 번역본에서 처음으로 입증되었으며, 여신에게 헌정된 한 장 전체를 포함하고 있는데, 이는 사라스바티의 가장 초기 불교적 묘사를 위한 최고의 자료이다.

### 금광명경에서

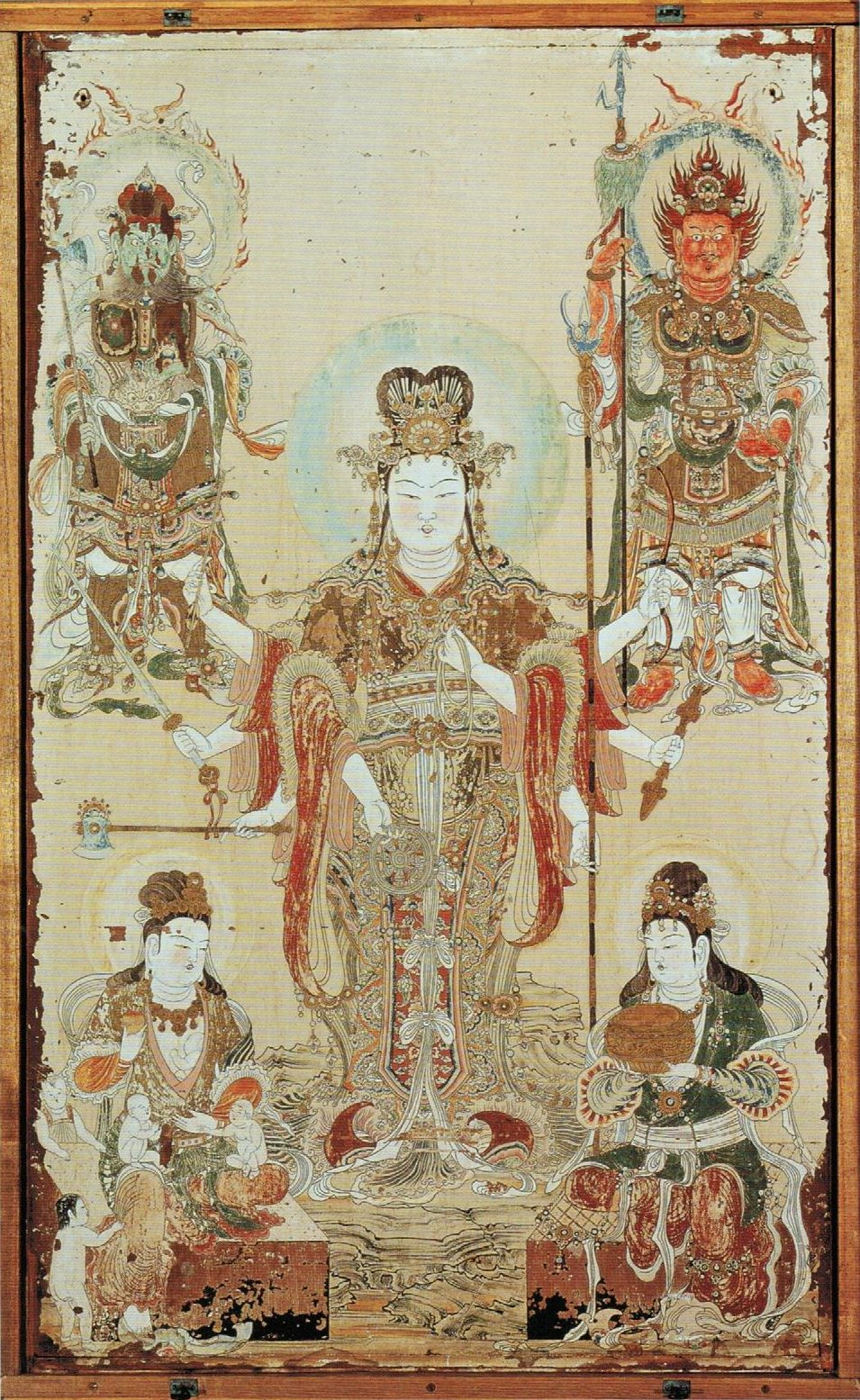
다양한 무기를 들고 있는 팔이 여덟 개인 수호신으로서의 사라스바티를 묘사한 일본 그림 (서기 1212년경), 도쿄 예술대학 미술관

금광명경에서 사라스바티는 나타나서 붓다에게 경배를 표한다. 쇼가 쓰듯이, 그녀는 "경전을 설법하는 자들에게 웅변, 웅변적 힘, 완벽한 기억, 상상할 수 없는 지식, 통찰력 있는 지혜, 깨달음, 다른 사람을 해방시키는 기술, 모든 분야에서의 학문적 전문성, 모든 예술에서의 숙련도, 공덕, 번영, 장수를 부여할 것"이라고 약속한다.
금광명경의 사라스바티 장은 여신의 세 가지 주요 측면을 제시한다. 첫째, 그녀를 웅변과 언어의 여신으로 제시하고, 다음으로 약용 목욕을 포함하는 의식을 가르치는 치유의 여신으로 제시하며, 마지막으로 사라스바티를 보호와 전쟁의 여신으로 제시한다. 루드비크는 금광명경의 가장 초기 버전(다르마크셰마의 번역본)은 실제로 첫 번째 묘사만 포함한다고 언급한다. 초기 중국 불교 번역가들은 그녀의 이름을 "대변천"(大辯天)으로 번역하기로 선택했고, 이징의 후기 번역본에서는 "변재천녀"(辯才天女)를 사용했지만, 음역도 적용되었다(예: 이징의 "모헤티피 수올루수오보디").
금광명경에서 사라스바티는 능변 및 이와 밀접하게 관련된 덕목인 기억과 지식과 밀접하게 연관되어 있다. 사라스바티는 또한 승려들이 불교 수트라를 암기하는 것을 돕고, 암기 오류나 망각을 피하도록 안내한다고 한다. 그녀는 또한 불완전한 원고를 가진 사람들이 잃어버린 글자나 단어를 되찾도록 도울 것이다. 그녀는 또한 기억력을 향상시키는 다라니 (긴 만트라 같은 암송)를 가르친다. 금광명경은 사라스바티가 모든 불교 가르침과 방편에 대한 지혜를 제공하여 빠르게 성불할 수 있게 해준다고 주장하기까지 한다.
이징의 번역본과 같은 금광명경의 일부 버전에서 여신은 질병, 나쁜 꿈, 전쟁, 재난 및 온갖 부정적인 것들과 싸울 수 있는 액막이 의식을 가르친다. 이 의식에는 다라니 주문이 스며든 수많은 약초가 들어있는 목욕탕에 몸을 담그는 것이 포함된다. 이 구절은 고대 약재 및 약초학에 대한 많은 정보를 담고 있다. 루드비크는 이것이 야주르베다에서 인드라를 치유한 그녀의 역할 및 고대 인도 목욕 의식과 관련이 있을 수 있다고 덧붙인다.
금광명경 사라스바티 장의 후반부에서, 그녀는 브라만 카운디냐에 의해 수호신으로 칭송된다. 이 부분은 또한 여신을 소환하고 지식을 얻기 위한 축복을 받기 위한 다라니와 의식을 가르친다. 카운디냐의 찬양 후반부에서 그녀는 여덟 팔을 가진 여신으로 묘사되며 사자에 비유된다. 또한 텍스트는 이러한 찬양을 낭송하면 "모든 욕망, 부와 곡물을 얻고, 훌륭하고 고귀한 성공을 얻는다"고 말한다. 이 시는 사라스바티를 "세상에서 주권을 가진 자"로 묘사하며, 그녀가 전장에서 싸우고 항상 승리한다고 명시한다. 이 찬가는 사라스바티의 전투적인 여덟 팔 형상을 묘사한다. 그녀는 각 손에 활, 화살, 검, 창, 도끼, 바즈라, 철 바퀴, 그리고 올가미를 포함한 여덟 가지 무기를 든다.
이징의 번역본에 있는 카운디냐의 사라스바티 찬가는 하리밤사에 나오는 비슈누가 여신 니드라(말 그대로 "수면", 두르가에 적용되는 이름 중 하나)에게 읊는 찬가인 아르야스타바("고귀한 자에 대한 찬양")에서 유래한다. 금광명경은 종종 국가의 보호와 관련이 있으므로, 전투에서의 성공을 위해 통치자와 전사들에게 널리 숭배되었던 사납고 무기를 휘두르는 두르가가 불교 다르마의 수호자로 특징지어지는 사라스바티의 모습에 모델을 제공했다는 것은 놀라운 일이 아니다. 베르나르 파우르는 무술 사라스바티의 출현이 "베다의 언어 여신인 바치가 이미 무술적 특성을 보였던" 사실에 영향을 받았을 수 있다고 주장한다. "[...] 이미 베다에서는 그녀가 신들의 적, 아수라들을 파괴한다고 말한다. 물론, 후기 문헌들은 그녀의 힘의 그 측면을 생략하거나 경시하는 것처럼 보이지만, 그렇다고 해서 종교적 실천에서 그 중요성이 상실되었다는 의미는 아니다."

### 기타 인도 대승 문헌

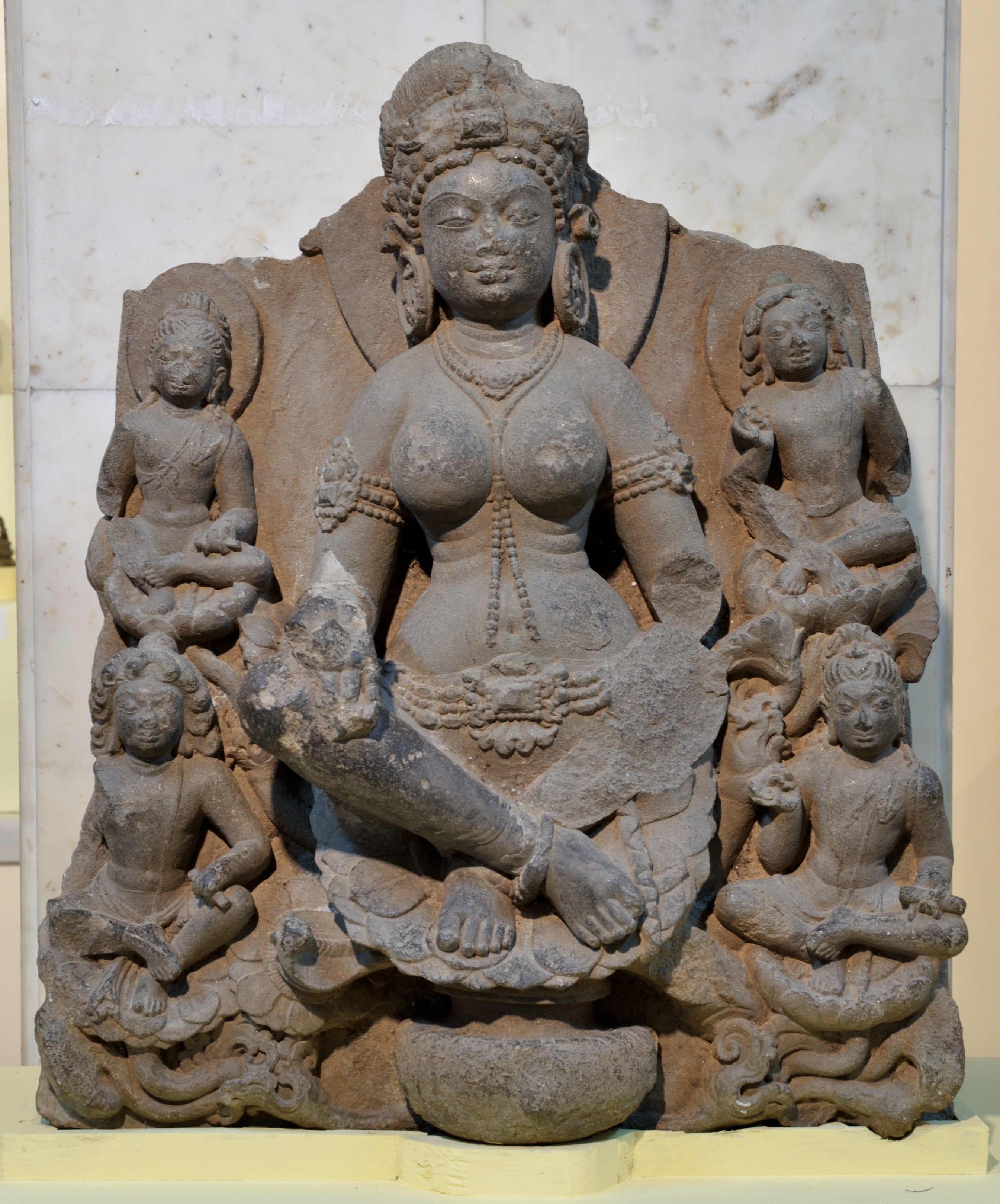
팔라 제국 (서기 8세기), 인도 박물관, 콜카타에서 만들어진 전형적인 불교 형태의 사라스바티인 바즈라샤라다 조각상

사다나말라(5세기 의식 문서 모음집)와 같은 일부 후기 대승불교 문헌에서 사라스바티는 힌두 도상학과 유사한 방식으로 상징적으로 표현된다. 이 신(여기서는 마하사라스바티라고 불림)의 묘사는 다음과 같다.
숭배자는 자신을 가을 달처럼 빛나고, 흰 연꽃 위의 달에 앉아 있으며, 오른손에는 바라다-무드라를 보이고 왼손에는 줄기가 달린 흰 연꽃을 들고 있는 마하사라스바티 여신으로 상상해야 한다. 그녀는 미소 짓는 얼굴을 하고 있으며, 지극히 자비롭고, 흰 백단향 꽃으로 장식된 옷을 입고 있다. 그녀의 가슴은 진주 목걸이로 장식되어 있고, 많은 장신구를 두르고 있다. 그녀는 열두 살 소녀처럼 보이며, 가슴은 꽃봉오리처럼 반쯤 발달하여 고르지 않다. 그녀는 자신의 몸에서 발산되는 헤아릴 수 없는 빛으로 세 세계를 비춘다.
사다나말라에서 사라스바티의 만트라는 다음과 같다: oṃ hrīḥ mahāmāyāṅge mahāsarasvatyai namaḥ
사다나말라에는 또한 바즈라비나 사라스바티(비나를 들고 있다는 점을 제외하고는 마하사라스바티와 유사함), 바즈라샤라다 사라스바티(세 눈을 가지고 있으며 흰 연꽃에 앉아 있고 머리는 초승달로 장식되어 있으며 책과 연꽃을 들고 있음), 바즈라사라스바티(여섯 개의 손과 갈색 머리가 위로 솟아 있는 세 개의 머리를 가지고 있음), 그리고 아르야사라스바티(프라즈냐파라미타 수트라와 연꽃을 들고 있는 16세 소녀)를 포함한 다른 형태의 사라스바티가 묘사되어 있다.
카란다뷰하 수트라(c. 4세기 – 5세기)에 따르면, 사라스바티는 아발로키테슈바라의 눈송곳니에서 태어났다.
사라스바티는 또한 밀교 경전인 대일경에 서방 만다라 외금강부의 신성 중 하나로 프리티비, 비슈누(나라야나), 스칸다(쿠마라), 바유, 찬드라 및 그 수행원과 함께 간략하게 언급되어 있다. 이 경전은 나중에 비나를 사라스바티의 상징으로 묘사하기도 한다. 이 경전의 중국어 번역본은 그녀의 이름을 다양하게 辯才(Ch. Biàncái; Jp. Benzai, 문자 그대로 "능변"), 美音天(Ch. Měiyīntiān; Jp. Bionten, "아름다운 소리의 여신"), 그리고 妙音天(Ch. Miàoyīntiān; Jp. Myōonten, "놀라운 소리의 여신")으로 번역한다. 여기서 사라스바티는 나라야나의 배우자 나라야니와 스칸다(공작을 타고 있는 모습) 사이에 위치하며 비나를 들고 두 팔을 가진 모습으로 묘사된다.
사라스바티는 처음에 배우자 없는 단일 여신으로 묘사되었다. 지혜의 보살인 문수보살과의 연관성은 나중에 크리슈나야마리 탄트라와 같은 탄트라 문헌에서 유래하는데, 거기서 그녀는 붉은 피부를 가진("붉은 사라스바티"로 알려짐) 모습으로 묘사된다.
다양한 인도 탄트라 사라스바티 사다나 (티베트어 번역본으로만 남아 있음)에서 그녀의 비자 (씨앗) 만트라는 흐림(Hrīḥ)이다.

### 네팔 불교
사라스바티는 네팔 불교에서 숭배되는 인기 있는 신으로, 특히 학생들에게 그러하다. 그녀는 바산트 판차미라는 연례 축제에서 기념되며, 아이들은 사라스바티 의식 중에 처음으로 알파벳을 배운다. 네팔 불교에서 그녀의 숭배는 종종 문수보살의 숭배와 결합되며, 문수보살 숭배에 사용되는 많은 장소는 스바얌부 언덕을 포함하여 사라스바티를 숭배하는 데도 사용된다.

### 동아시아 불교
사라스바티 숭배는 불교의 확산과 함께 인도 아대륙에서 중국으로 전파되었으며, 중국에서는 그녀가 비언차이톈 (辯才天, "능변의 데비"를 의미)과 미아오인톈 (妙音天, "아름다운 소리의 데비"를 의미)으로 알려져 있다.

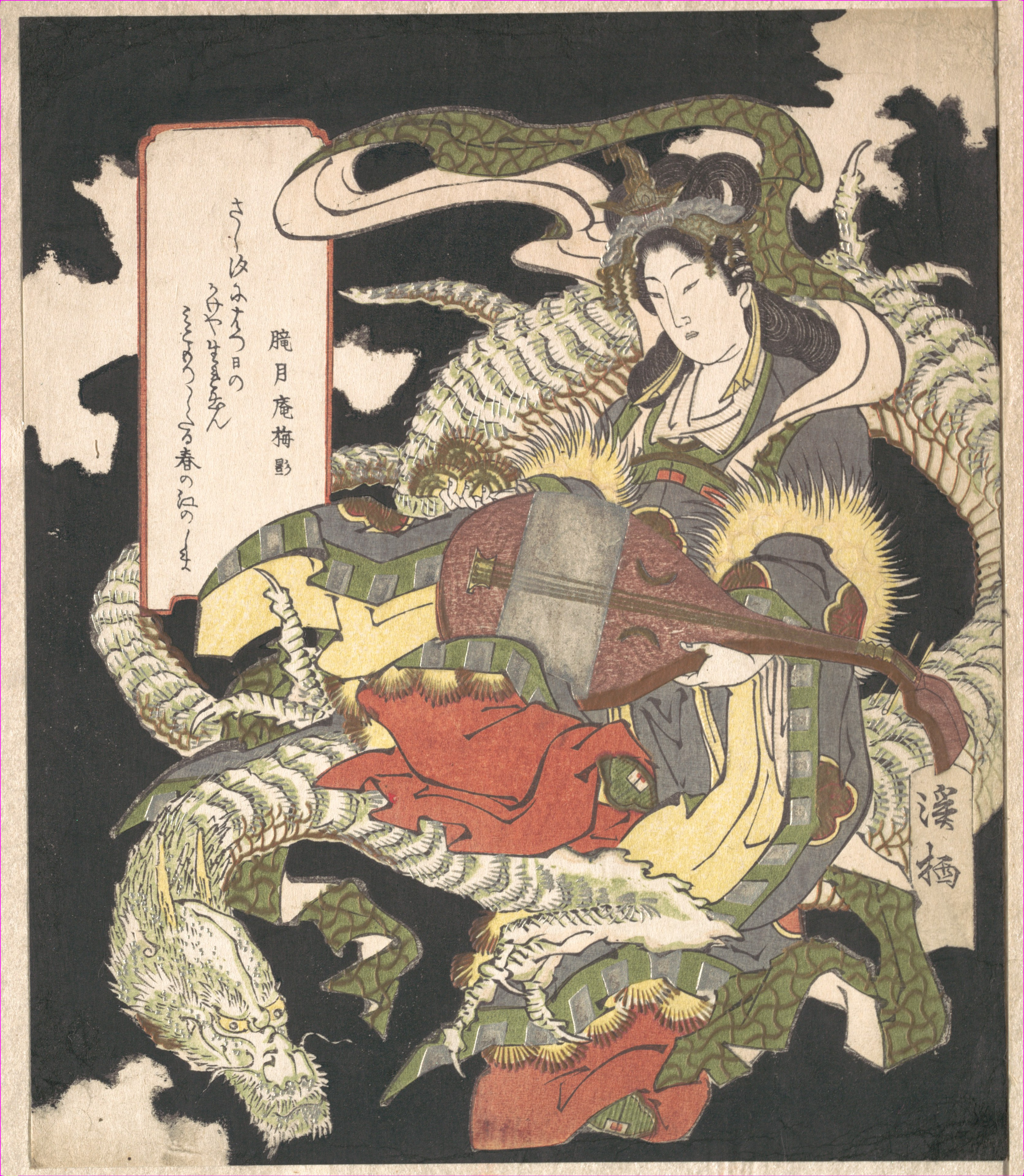
용을 타고 있는 변재천(사라스바티)의 일본 그림

그녀는 일반적으로 중국 불교 사원에서 24제천 중 하나로 모셔져 있는데, 이들은 불교 다르마의 수호자로 여겨지는 수호신 그룹이다. 그녀의 중국 도상학은 금광명경의 묘사를 기반으로 하는데, 그녀는 팔이 여덟 개이며, 하나는 활, 하나는 화살, 하나는 칼, 하나는 창, 하나는 도끼, 하나는 절구, 하나는 철 바퀴, 하나는 밧줄을 들고 있는 모습으로 묘사된다. 또 다른 인기 있는 불교 도상 형태에서는 그녀가 앉아서 중국의 류트와 유사한 악기인 비파를 연주하는 모습으로 묘사된다. 사라스바티의 개념은 인도에서 중국을 거쳐 일본으로 전파되었으며, 일본에서는 변재천 (弁財天, 문자 그대로 "능변의 여신")으로 나타난다. 변재천 숭배는 6세기에서 8세기에 걸쳐 일본에 전래되었다. 그녀는 종종 전통적인 일본 현악기인 비와를 들고 있는 모습으로 묘사된다. 그녀는 가마쿠라의 제니아라이 변재천 우가후쿠 신사나 나고야의 가와하라 신사와 같이 일본 전역의 수많은 장소에 모셔져 있다. 일본에서 그녀를 기리는 세 개의 가장 큰 신사는 사가미만의 에노섬, 비와호의 지쿠부섬, 그리고 세토내해의 이쓰쿠시마섬에 있다.

일본 밀교(미쿄)에서 이 신의 주요 만트라는 다음과 같다:
Oṃ Sarasvatyai svāhā (한일어: 온 사라사바테이-에이 소와카).

### 인도-티베트 불교에서

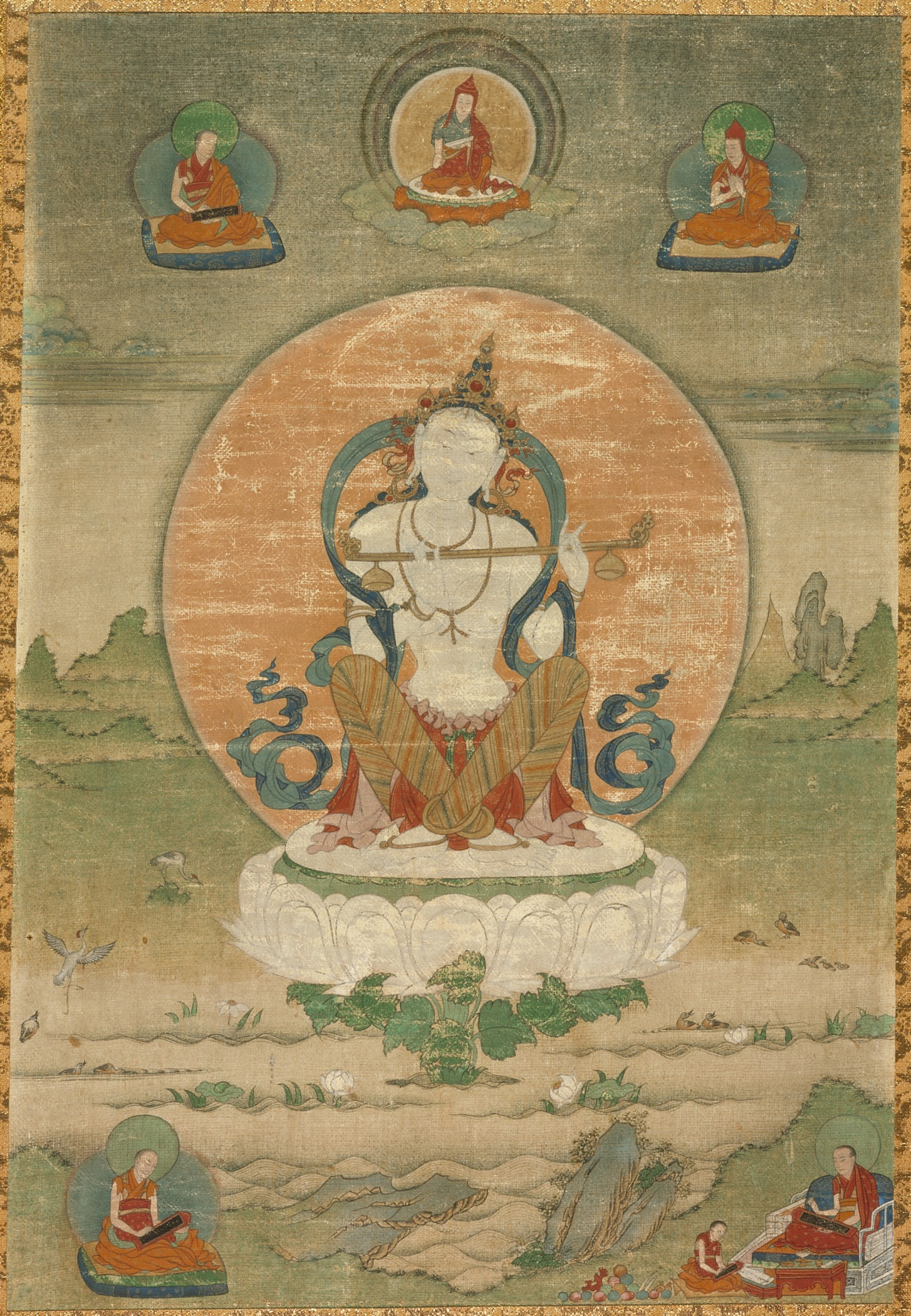
18세기 CE 티베트 미술 작품에 등장하는 사라스바티, 스틱 지터를 들고 있음

히말라야 지역의 인도-티베트 불교에서는 사라스바티가 양첸마(티베트문: དབྱངས་ཅན་མ, 와일리: dbyangs can ma, THL: yang chen ma)로 알려져 있는데, 이는 "아름다운 목소리의 여신"을 의미한다. 그녀는 또한 21개 타라 중 하나로 음악의 타라(티베트문: དབྱངས་ཅན་སྒྲོལ་མ, 와일리: dbyangs can sgrol ma, THL: yang chen dröl ma)라고도 불린다. 그녀는 또한 지혜의 보살인 문수보살의 배우자로 여겨진다. 사라스바티는 깨달은 웅변과 영감의 신성한 구현이자 수여자이다. 티베트 불교에서 창조적인 노력을 하는 모든 사람들에게 그녀는 예술, 과학, 음악, 언어, 문학, 역사, 시, 철학의 수호신이다.
사라스바티는 또한 겔룩파 전통에서 막조르 걀모(군대를 격퇴하는 여왕)로 알려진 강력한 수호신인 티베트의 신 팔덴 라모 (영광스러운 여신)와 연관되었다. 사라스바티는 14세기 티베트 승려 제 총카파의 이담 (주요 개인 명상 신)이었으며, 그는 그녀에게 헌정하는 시를 지었다.

티베트 불교는 수많은 사라스바티 만트라를 가르친다. 그녀의 씨앗 음절은 종종 흐림(Hrīṃ)이다. 위대한 티베트 여성 라마 세라 칸드로가 밝힌 사다나 (의식문)에서는 그녀의 만트라가 다음과 같이 제시된다:
Oṃ hrīṃ devi prajñā vārdhani ye svāhā

### 동남아시아 불교에서
미얀마 불교에서 사라스바티는 투라사디(버마어: သူရဿတီ)라는 중요한 나트 (버마 신)로 숭배되며, 불교 경전(티피타카)과 학자, 학생, 작가를 수호한다. 미얀마 학생들은 시험 전에 종종 그녀의 축복을 빌기 위해 기도한다.:327 그녀는 버마의 밀교 웨이자들에게 중요한 신이다.
고대 태국 문학에서 사라스바티(태국어: สุรัสวดี; RTGS: Suratsawadi)는 언어와 학문의 여신이자 브라흐마의 배우자이다. 시간이 지나면서 태국에서 힌두교와 불교의 개념이 융합되었다. 사라스바티와 다른 인도 신들의 아이콘은 오래된 태국 왓에서 발견된다. 사라스바티와 공작이 그려진 부적 또한 태국에서 발견된다.

## 자이나교에서

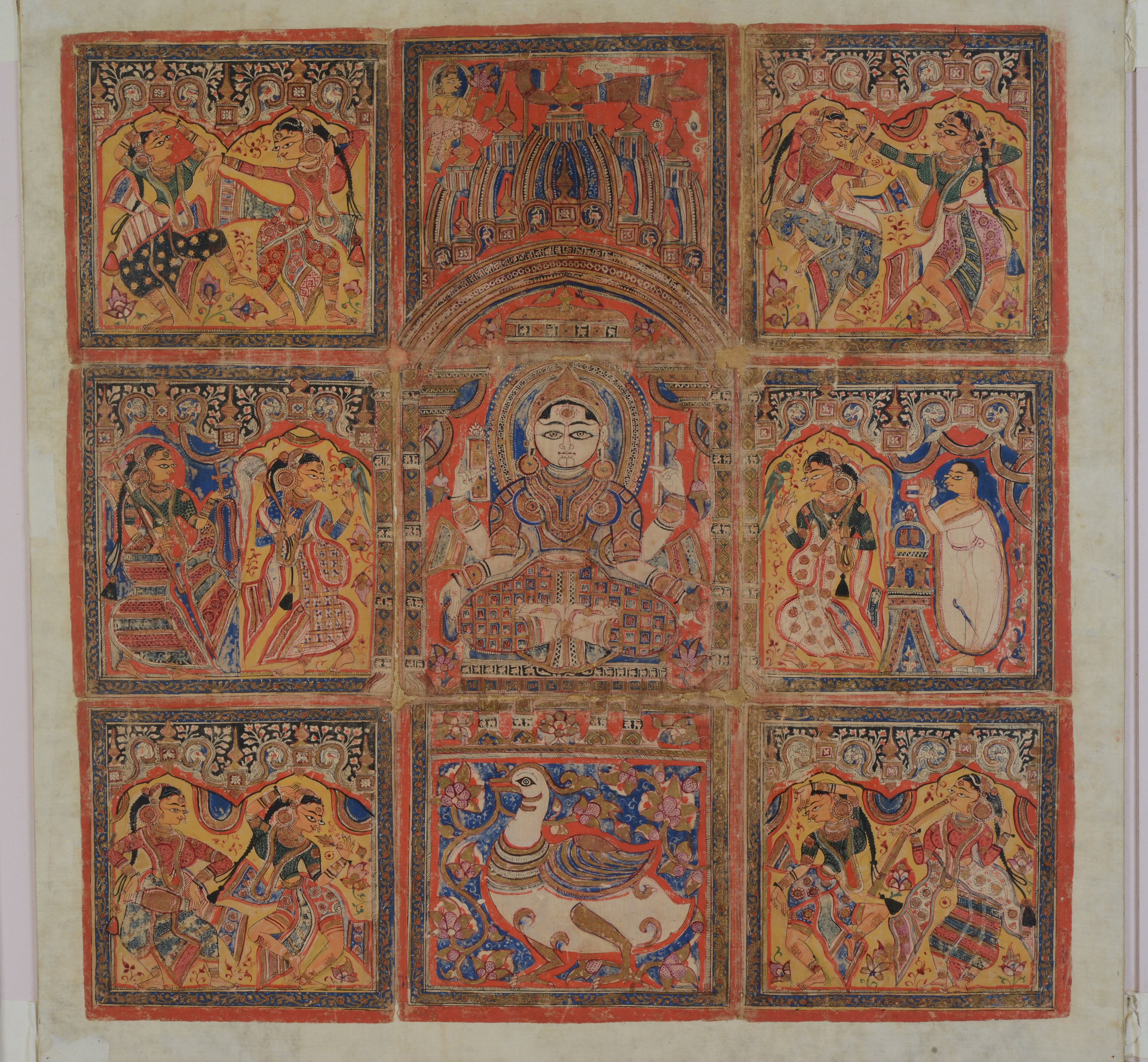
사라스바티 파타. 그림은 아홉 부분으로 나뉘어 있다. 세 개의 중앙 패널에는 사라스바티와 그녀의 바하나, 함사를 모시는 사원이 묘사되어 있다. 다른 패널들은 시종, 음악가, 무용수, 그리고 자이나교 승려들로 채워져 있다. 자이나 양식, 구자라트, 1475–1500년. 인도 박물관, 뉴델리.

사라스바티는 자이나교에서도 지식의 여신으로 숭배되며, 모든 학문의 원천으로 여겨진다. 그녀는 슈루타데바타, 샤라다, 바기스바리로 알려져 있다. 사라스바티는 네 개의 팔을 가진 서 있는 자세로 묘사되며, 한 팔에는 경전을, 다른 팔에는 묵주를, 나머지 두 팔에는 비나를 들고 있다. 사라스바티는 연꽃 위에 앉아 있으며, 공작이 그녀의 탈것이다. 사라스바티는 또한 티르탕카라의 설교 전파에 책임이 있는 것으로 여겨진다. 어떤 종교 전통에서든 사라스바티의 가장 오래된 조각은 서기 132년 칸칼리 틸라에서 발견된 마투라 자이나 사라스바티이다.

## 같이 보기
- 아반, "물", 아레드비 수라 아나히타를 나타내고 대표함
- 아나히타 – 고대 페르시아의 지혜의 여신
- 아라코시아 그 이름은 고대 이란어 *하라흐바티(아베스타어 Haraxˇaitī, 고대 페르시아어 하라(흐)우바티-)에서 유래함.
- 아테나 – 그리스의 지혜와 지식의 여신
- 쿠타누르 마하 사라스와티 사원
- 미네르바 – 로마의 지혜와 지식의 여신
- 레아 – 크로노스의 그리스 여신이자 신들과 티탄의 어머니.
- 사가 – 북유럽의 학문과 지식의 여신
- 사라스바티 반다나 만트라

### 설명주
1. ↑  찬가는 다음 네 구절로 구성된다:[3]
या कुन्देन्दुतुषारहारधवला या शुभ्रवस्त्रावृता।
या वीणावरदण्डमण्डितकरा या श्वेतपद्मासना॥
या ब्रह्माच्युत शंकरप्रभृतिभिर्देवैः सदा वन्दिता।
सा मां पातु सरस्वती भगवती निःशेषजाड्यापहा॥
영어 음역:
yā kundendutuṣārahāradhavalā yā śubhravastrāvṛtā
yā vīṇāvaradaṇḍamaṇḍitakarā yā śvetapadmāsanā
yā brahmācyuta śaṃkaraprabhṛtibhirdevaiḥ sadā pūjitā
sā māṃ pātu sarasvati bhagavatī niḥśeṣajāḍyāpahā

### 참조주
1. 1 2 3 4 5 6 7 8 9 10 11 12 13 14 15 16  Kinsley, David (1988). 《Hindu Goddesses: Vision of the divine feminine in the Hindu religious traditions》. University of California Press. 55–64쪽. ISBN 0-520063392.
2. 1 2 3  “Sarasvati | Definition, Depictions, Worship, & River | Britannica”. 《Encyclopædia Britannica》 (영어). 2024년 8월 12일. 2024년 9월 20일에 확인함.
3. ↑  Shivakumar, K. N. (2021년 1월 14일). 《Shlokas and Bhajans: with general knowledge and subhashitams》 (영어). Sangeet Bharati. 9쪽.
4. ↑  Lommel, H. "Anahita-Sarasvati," Asiatica, Festschrift F. Weller, Leipzig, 1954, pp. 405–13
5. ↑  Allen, Charles (2023년 11월 15일). 《Aryans: The Search for a People, a Place and a Myth》 (영어). Hachette India. ISBN 978-93-5731-266-0.
6. ↑  Bhattacharyya, Haridas (1994). 《The Foundations of Living Faiths: An Introduction to Comparative Religion》 (영어). Motilal Banarsidass Publ. ISBN 978-81-208-1147-8.
7. ↑  《Encyclopaedia of Hinduism》. Sarup & Sons. 1999. 1214쪽. ISBN 978-81-7625-064-1.
8. ↑  “Female Hindu deities – the Tridevi – Nature of Ultimate Reality in Hinduism – GCSE Religious Studies Revision – Edexcel”. BBC Bitesize. 2022년 3월 23일에 확인함.
9. 1 2  Ludvik (2007), pp. 1, 11.
10. ↑  《Guide to the collection》. Birmingham Museum of Art. 버밍햄, 앨라배마: 버밍햄 미술관. 2010. 55쪽. ISBN 978-1-904832-77-5. 1998년 5월 14일에 원본 문서에서 보존된 문서.
11. 1 2  Pintchman, Tracy (2001년 6월 14일). 《Seeking Mahādevī: Constructing the Identities of the Hindu Great Goddess》 (영어). State University of New York Press. ISBN 978-0-7914-9049-5.
12. 1 2 3  Lochtefeld, James (2002). 《The Illustrated Encyclopedia of Hinduism》 A–M. Rosen. 408쪽. ISBN 978-0-8239-3180-4.
13. 1 2  Cartwright, Mark. “Saraswati”. 《World History Encyclopedia》 (영어). 2024년 9월 20일에 확인함.
14. ↑  Monaghan, Patricia (2009년 12월 18일). 《Encyclopedia of Goddesses and Heroines: [2 volumes]》 (영어). Bloomsbury Publishing USA. 200쪽. ISBN 978-0-313-34990-4.
15. 1 2  Kaw, M. K., 편집. (2004). 《Kashmir and its people: studies in the evolution of Kashmiri society》. New Delhi: A.P.H. Pub. Corp. ISBN 81-7648-537-3. OCLC 55147377.
16. ↑  “Vasant Panchami Saraswati Puja”. Know India – Odisha Fairs and Festivals. 2014년 9월 23일에 원본 문서에서 보존된 문서.
17. ↑  “The festival of Vasant Panchami: A new beginning”. United Kingdom: Alan Barker. 2015년 10월 4일에 원본 문서에서 보존된 문서.
18. ↑  “5th Annual A World in Trance Festival Jayanthi Kumaresh: Invoking The Goddess Sarawati | TeRra Magazine”. 2019년 3월 30일. 2021년 4월 11일에 원본 문서에서 보존된 문서. 2021년 3월 6일에 확인함.
19. 1 2  Donaldson, Thomas (2001). 《Iconography of the Buddhist Sculpture of Orissa》. Indira Gandhi National Centre for the Arts. 274–275쪽. ISBN 978-81-7017-406-6.
20. 1 2  Prasad 2017, 192쪽.
21. ↑  〈सुरस〉. 《Sanskrit English Dictionary》. Koeln, Germany: University of Koeln. 2014년 12월 4일에 원본 문서에서 보존된 문서.
22. 1 2 3 4 5  Muir, John (1870). 《Original Sanskrit Texts on the Origin and History of the People of India – Their Religions and Institutions》 5. 337–347쪽.
23. ↑  Moor, Edward (1810). 《The Hindu Pantheon》. 125–127쪽.
24. ↑  “Sarasvati, The Goddess of Learning”. Stephen Knapp. 2009년 4월 27일에 원본 문서에서 보존된 문서.
25. 1 2  Balf, Edward (1885). 《The Encyclopædia of India and of Eastern and Southern Asia》. 534쪽.
26. ↑  “Sri Saraswathi Ashtottara Shatanamavali – śrī sarasvatī aṣṭōttaraśatanāmāvalī”. 《Stotra Nidhi》. 2018년 11월 30일. 2022년 6월 17일에 확인함.
27. ↑  Mohan Lal, 1992, 4333쪽.
28. ↑  Kamil Zvelebil, 1975, 129쪽.
29. ↑  Kinsley, David (1988). 《Hindu Goddesses: Vision of the divine feminine in the Hindu religious traditions》. University of California Press. 95쪽. ISBN 0-520-06339-2.
30. 1 2  Kinsley, David (1988). 《Hindu Goddesses: Vision of the divine feminine in the Hindu religious traditions》. University of California Press. ISBN 0-520-06339-2.
31. 1 2 3  Ludvik (2007), pp. 11, 26.
32. ↑  Ludvik (2007), pp. 11–12
33. ↑  Ludvik (2007), p. 13
34. ↑  “Rigveda”. Book 2, Hymn 41, line 16. 2015년 9월 24일에 원본 문서에서 보존된 문서.
35. ↑  Ludvik (2007), p. 17.
36. ↑  “Rigveda”. Book 10, Hymn 17. 2015년 5월 8일에 원본 문서에서 보존된 문서.
37. ↑  Ludvik (2007), p. 40.
38. ↑  Ludvik (2007), p. 45.
39. ↑  Ludvik (2007), p. 27.
40. ↑  Ludvik (2007), pp. 26, 31.
41. ↑  Ludvik (2007), p. 31.
42. ↑  Colbrooke, H.T. 《Sacred writings of the Hindus》. London, UK: Williams & Norgate. 16–17쪽. 2016년 3월 10일에 원본 문서에서 보존된 문서.
43. ↑  Ludvik (2007), p. 38, 53.
44. ↑  Ludvik (2007), pp. 59–60.
45. 1 2  Ludvik (2007), p. 60.
46. ↑  Ludvik (2007), pp. 63–66.
47. ↑  Ludvik (2007), p. 15.
48. ↑  wisdomlib.org (2021년 8월 27일). “Rig Veda 7.95.5 [English translation]”. 《wisdomlib.org》. 2022년 8월 9일에 확인함.
49. ↑  Ludvik (2007), pp. 16–17.
50. ↑  Ludvik (2007), pp. 22–23.
51. ↑  Ludvik (2007), pp. 47–48.
52. ↑  Ludvik (2007), p. 51.
53. ↑  Ludvik (2007), p. 97
54. ↑  Ludvik (2007), pp. 136–137
55. ↑  Ludvik (2007), p. 137
56. ↑  Ludvik (2007), pp. 111–114
57. ↑  Ludvik (2007), p. 116
58. ↑  Ludvik (2007), p. 108
59. ↑  Ludvik (2007), p. 109
60. ↑  wisdomlib.org (2020년 9월 27일). “Concerning the Penances practised by Dashagriva and his Brother [Chapter 10]”. 《wisdomlib.org》. 2022년 8월 9일에 확인함.
61. ↑  Ludvik (2007), pp. 117–118.
62. ↑  Ludvik (2007), p. 127
63. ↑  Ludvik (2007), pp. 131–133
64. 1 2 3 4 5 6 7 8 9 10 11 12 13 14  Gupta, Anand Swarup (January 1962). “Conception of Sarasvati in the Puranas” (영어) Purānas [Engl.]. In: Purāna 4,1판. 55–95쪽. 2025년 3월 15일에 확인함.
65. 1 2  wisdomlib.org (2020년 8월 8일). “The Glory of Gāyatrī and Sarasvatī Tīrthas [Chapter 40]”. 《wisdomlib.org》 (영어). 2025년 3월 12일에 확인함.
66. 1 2 3 4 5  wisdomlib.org (2019년 1월 28일). “Story of Sarasvatī”. 《wisdomlib.org》. 2022년 8월 9일에 확인함.
67. ↑  Ludvik (2007), p. 119
68. 1 2  Ludvik (2007), p. 120.
69. ↑  Ludvik (2007), p. 121.
70. ↑  Vanamali (2013년 10월 4일). 《Shiva: Stories and Teachings from the Shiva Mahapurana》 (영어). Simon and Schuster. ISBN 978-1-62055-249-0.
71. ↑  《The Bhagavata Purana 1》 (영어). Penguin Random House India Private Limited. 2019년 1월 5일. ISBN 978-93-5305-378-9.
72. ↑  Tejomayananda, Swami (2018년 3월 21일). 《DISCOURSES ON SHRIMAD BHAGAVATA》 (영어). Central Chinmaya Mission Trust. ISBN 978-81-7597-709-9.
73. ↑  Santideva, Sadhu (2002). 《Ascetic Mysticism》 (영어). Cosmo Publications. 107–117쪽. ISBN 978-81-7020-998-0.
74. 1 2  O'Flaherty, Wendy Doniger (1981년 5월 28일). 《Siva: The Erotic Ascetic》 (영어). Oxford University Press. ISBN 978-0-19-972793-3.
75. ↑  Purana Bulletin: Purana, Volume 4, Part 1 (1962) p. 80
76. 1 2  Vans Kennedy (1831). 《Researches into the Nature and Affinity of Ancient and Hindu Mythology by Vans Kennedy》 (영어). National Central Library of Florence. Longman, Rees, Orme, Brown and Green.
77. ↑  Madhukar, R. K. (January 2014). 《Gayatri: The Profound Prayer》. Motilal Banarsidass. ISBN 978-81-7822-467-1.
78. 1 2  Purana Bulletin: Purana, Volume 4, Part 1 (1962) p. 79
79. ↑  Williams, George M. (2008년 3월 27일). 《Handbook of Hindu Mythology》. OUP USA. 137쪽. ISBN 978-0-19-533261-2.
80. ↑  Sharma, Bulbul (June 2010). 《The Book of Devi》. Penguin Books India. 67–71쪽. ISBN 978-0-14-306766-5.
81. 1 2  Warrier, Shrikala (2014). 《Kamandalu: the seven sacred rivers of Hinduism》. London: Mayur University London. 97쪽.
82. ↑  wisdomlib.org (2021년 4월 13일). “The Descent of Sarasvatī [Chapter 34]”. 《wisdomlib.org》. 2022년 8월 9일에 확인함.
83. ↑  General, India Office of the Registrar (1965). 《Census of India, 1961: Gujarat》. Manager of Publications.
84. ↑  Danino, Michel (2010). 《The Lost River: On the Trail of the Sarasvatī》. Penguin Books India. ISBN 978-0-14-306864-8.
85. ↑  wisdomlib.org (2019년 1월 28일). “Story of Sarasvatī”. 《wisdomlib.org》. 2022년 10월 21일에 확인함.
86. ↑  N. A. Deshpande (1988년 1월 1일). 《Padma Purana Part 1 Srishti Khanda Motilal Banarsidass 1988》.
87. ↑  Charles Dillard Collins (1988). 《The Iconography and Ritual of Siva at Elephanta: On Life, Illumination, and Being》. SUNY Press. 36쪽. ISBN 978-0-88706-773-0.
88. ↑  “Tridevi – the three supreme Goddess in Hinduism”. Hindu FAQS | Get answers for all the questions related to Hinduism, the greatest religion!. 2015년 3월 18일.
89. ↑  Hay, Jeff (2009년 3월 6일). 《World Religions》. Greenhaven Publishing LLC. 284쪽. ISBN 978-0-7377-4627-3.
90. 1 2 3  Thomas Coburn (2002).  Katherine Anne Harper, Robert L. Brown, 편집. 《The Roots of Tantra》. State University of New York Press. 80–83쪽. ISBN 978-0-7914-5305-6.
91. ↑  Kinsley, David R. (1988). "Tara, Chinnamasta and the Mahavidyas". Hindu Goddesses: Visions of the Divine Feminine in the Hindu Religious Tradition (1 ed.), p. 217. University of California Press. pp. 161–177. ISBN 978-0-520-06339-6.
92. ↑  Saligrama Krishna Ramachandra Rao (1990). The Tāntric Practices in Śrī-Vidyā: With Śrī Śāradā-chatuśśatī, p. 205. Kalpataru Research Academy.
93. ↑  Alok Jagwat; Mahakavi Kalidasa (2021). Sri Shyamala Dandakam: Syamala Dandakam. Bhartiya Ved Vigyan Parishad.
94. ↑  “Sri Shyamala Dandakam – śrī śyāmalā daṇḍakam”. 《Stotra Nidhi》. 2018년 11월 24일. 2023년 11월 5일에 확인함.
95. ↑  Ludvík, Catherine (2007). 《Sarasvatī, Riverine Goddess of Knowledge: From the Manuscript-carrying Vīṇā-player to the Weapon-wielding Defender of the Dharma》. BRILL. 1쪽.
96. 1 2  Holm, Jean; Bowke, John (1998). 《Picturing God》. Bloomsbury Academic. 99–101쪽. ISBN 978-1-85567-101-0.
97. ↑  “Hinduism 101 Saraswati Symbolism”. 《Hindu American Foundation (HAF)》. 2017년 10월 16일에 원본 문서에서 보존된 문서. 2018년 2월 10일에 확인함.
98. 1 2 3  Pollock, Griselda; Turvey-Sauron, Victoria (2008). 《The Sacred and the Feminine: Imagination and sexual difference》. Bloomsbury Academic. 144–147쪽. ISBN 978-1-84511-520-3.
99. ↑  For Sanskrit to English translation of the four words: “Monier Williams' Sanskrit-English Dictionary”. Koeln, Germany: University of Koeln. 2016년 8월 20일에 원본 문서에서 보존된 문서.
100. ↑  Some texts refer to her as "goddess of harmony"; for example: Wilkes, John (1827). 《Encyclopaedia Londinensis》 22. 669쪽.
101. ↑  Schuon, Frithjof (2007). 《Spiritual Perspectives and Human Facts》. World Wisdom. 281쪽. ISBN 978-1-933316-42-0.
102. ↑  Werness, Hope B. (2007). 《Animal Symbolism in World Art》. Continuum Encyclopedia. Bloomsbury Academic. 319–320쪽. ISBN 978-0-8264-1913-2.
103. ↑  Eck, Diana L. (2013). 《India: A sacred geography》. Random House. 265–279쪽. ISBN 978-0-385-53192-4.
104. ↑  Brown, C. Mackenzie (1990). 《The Triumph of the Goddess》. State University of New York Press. ISBN 978-0-7914-0364-8.
105. ↑  Glory of the Divine Mother (Devi Mahatmyam) by S.Sankaranarayanan. Prabha Publishers, Chennai. India.(ISBN 81-87936-00-2) Page. 184
106. ↑  Lochtefeld, James (2001년 12월 15일). 《The Illustrated Encyclopedia of Hinduism》 N–Z. Rosen. 467쪽. ISBN 978-0-8239-3180-4.
107. ↑  Raina, Mohini Qasba (2013). 《Kashur the Kashmiri Speaking People: Analytical Perspective》. Singapore: Partridge Publishing. ISBN 978-1-4828-9947-4. Goddess Sharda is believed to be the earliest representation of Shakti in the valley, which is embodying three separate manifestations of energy, i.e. goddess of learning, fine arts and beauty.
108. ↑  “What about a university by Kashmiri Pandits? | Curriculum Magazine”. 2020년 4월 6일에 확인함.
109. ↑  “About | Avanamcode Saraswathi Temple”. 《Avanamcode Saraswath》 (영어). 2025년 3월 21일에 확인함.
110. ↑  “Shri Jnaneshwari Peeth” (미국 영어). 2025년 3월 21일에 확인함.
111. ↑  “Navratri rituals: Golu, Saraswati Puja, Vidyarambham ...”. 《Deccan Chronicle》. 2013년 10월 5일. 4면. 2013년 10월 15일에 원본 문서에서 보존된 문서.
112. ↑  “Thiruvananthapuram gears up for Vidyarambham day”. 《The Hindu》. 2013년 10월 11일. 2013년 10월 14일에 원본 문서에서 보존된 문서.
113. ↑  Roy, Christian (2005). 《Traditional Festivals: A multicultural encyclopedia》 2. ABC-CLIO. 192–193쪽. ISBN 978-1-57607-089-5.
114. ↑  Knapp, Stephen (2006). 〈The Dharmic Festivals〉. 《The Power of the Dharma: An introduction to Hinduism and Vedic culture》. iUniverse. 94쪽. ISBN 978-0-595-83748-9.
115. ↑  Kerkar, Rajendra (2011년 10월 5일). “Saraswati Puja: Worshipping knowledge, education”. 《The Times of India》. 2018년 6월 10일에 원본 문서에서 보존된 문서. 2015년 10월 19일에 확인함.
116. ↑  “Haryana to celebrate Saraswati Mahotsav on Jan 28”. 《The Daily Pioneer》. 2017년 1월 7일. 2018년 1월 17일에 원본 문서에서 보존된 문서.
117. ↑  Eiseman (1989) pp. 184–185
118. ↑  “Saraswati, day of knowledge descent”. 《The Bali Times》. 2013. 2014년 12월 5일에 원본 문서에서 보존된 문서.
119. ↑  Pande, G.C. (2006). 《India's Interaction with Southeast Asia》 1. Project of History of Indian Science, philosophy, and Culture. 660–661쪽. ISBN 978-81-87586-24-1.
120. 1 2  Zurbuchen, Mary Sabine (2014). 《The Language of Balinese Shadow Theater》. Princeton University Press. 49–57쪽. ISBN 978-0-691-60812-9.
121. ↑  Kruger, Vivienne (2014년 4월 22일). 《Balinese Food: The traditional cuisine & food culture of Bali》. Tuttle. 152–153쪽. ISBN 978-0-8048-4450-5.
122. ↑  Gonda, Jan (1975). 〈Section 3: Southeast Asia Religions〉. 《Handbook of Oriental Studies》. Brill Academic. 45쪽. ISBN 978-90-04-04330-5.
123. 1 2  Wolters, O.W. (1989). 《History, Culture, and Region in Southeast Asian Perspectives》. Institute of Southeast Asian Studies. 87–89쪽. ISBN 978-9971-902-42-1.
124. 1 2  Shaw (2006), p. 236.
125. ↑  Shaw (2006), p. 238.
126. ↑  Ludvik (2007), p. 145.
127. 1 2  Shaw (2006), p. 237.
128. 1 2 3  Ludvik (2007), p. 157
129. ↑  Ludvik (2007), p. 158
130. ↑  Ludvik (2007), pp. 158–59
131. ↑  Ludvik (2007), pp. 160–161
132. ↑  Ludvik (2007), pp. 162–164.
133. ↑  Ludvik (2007), p. 172.
134. ↑  Ludvik (2007), p. 190
135. ↑  Ludvik (2007), pp. 197–205
136. ↑  Ludvik, Catherine (2004). 《A Harivaṃśa Hymn in Yijing's Chinese Translation of the Sutra of Golden Light》. 《Journal of the American Oriental Society》 124. 707–734쪽. doi:10.2307/4132114. JSTOR 4132114.
137. ↑  Faure, Bernard (2015). 《Protectors and Predators: Gods of Medieval Japan, Volume 2》. University of Hawaii Press. 165–166쪽. ISBN 978-0-8248-5772-1.
138. ↑  “AryAstavaH – hymn to Arya”. 《Mahabharata Resources Page》. 2022년 5월 21일에 확인함.
139. ↑  Ludvik (2007). pp. 265–267.
140. ↑  Faure (2015). pp. 168–169.
141. ↑  Bhattacharyya, Benoytosh (1924). The Indian Buddhist Iconography Mainly Based on the Sādhanamālā and Other Cognate Tāntric Texts of Rituals, p. 151. Oxford University Press.
142. ↑  Bhattacharyya, Benoytosh (1924). The Indian Buddhist Iconography Mainly Based on the Sādhanamālā and Other Cognate Tāntric Texts of Rituals, pp. 151–152. Oxford University Press.
143. ↑  《The Vairocanābhisaṃbodhi Sūtra》 (PDF). BDK English Tripiṭaka Series. 번역 Rolf W. Giebel. Bukkyō Dendō Kyōkai; Numata Center for Buddhist Translation and Research. 2005. 33, 141쪽.
144. ↑  Faure (2015). p. 166.
145. ↑  “大毘盧遮那成佛神變加持經 第1卷”. 《CBETA Chinese Electronic Tripiṭaka Collection (漢文大藏經)》. 2022년 5월 21일에 확인함.
146. ↑  “大毘盧遮那成佛神變加持經 第2卷”. 《CBETA Chinese Electronic Tripiṭaka Collection (漢文大藏經)》. 2022년 5월 21일에 확인함.
147. ↑  Pye, Michael (2013). 《Strategies in the study of religions. Volume two, Exploring religions in motion》. Boston: De Gruyter. 279쪽. ISBN 978-1-61451-191-5. OCLC 852251932.
148. ↑  “大毘盧遮那成佛神變加持經 第4卷”. 《CBETA Chinese Electronic Tripiṭaka Collection (漢文大藏經)》. 2022년 5월 21일에 확인함.
149. ↑  Wayman, Alex (1984). Buddhist Insight: Essays, p. 435. Motilal Banarsidass Publ. (Buddhist Tradition Series).
150. ↑  Wayman, Alex (1984). Buddhist Insight: Essays, pp. 436–437. Motilal Banarsidass Publ. (Buddhist Tradition Series).
151. 1 2  Shaw (2006), p. 244.
152. ↑  “佛教二十四诸天_中国佛教文化网”. 2016년 3월 4일. 2016년 3월 4일에 원본 문서에서 보존된 문서. 2021년 10월 15일에 확인함.
153. ↑  “辯才天”. 《buddhaspace.org》. 2021년 10월 15일에 확인함.
154. ↑  Ludvik, Catherine (2001). 《From Sarasvati to Benzaiten》 (PDF) (PhD). University of Toronto: National Library of Canada. 2014년 9월 11일에 원본 문서 (PDF download)에서 보존된 문서.
155. ↑  Suzuki, T. (1907). “The seven gods of bliss”. 《The Open Court》. 7권 2호. 2014년 4월 7일에 원본 문서에서 보존된 문서.
156. ↑  Saroj Kumar Chaudhuri (2003). Hindu Gods and Goddesses in Japan, p. 54. Vedams eBooks (P) Ltd.
157. ↑  “Goddess Benzaiten, A-to-Z Dictionary of Japanese Buddhist / Shinto Statues”. 《onmarkproductions.com》. 2023년 11월 4일에 확인함.
158. ↑  Jamgon Mipham (2000). 《Mo: The Tibetan Divination System》. Shambhala. 149–150쪽. ISBN 978-1-55939-848-0.
159. ↑  Khenchen Palden Sherab (2007). 《Tara's Enlightened Activity: An oral commentary on the twenty-one praises to Tara》. Shambhala. 65–68쪽. ISBN 978-1-55939-864-0.
160. ↑  Jampa Mackenzie Stewart (2014). 《The Life of Longchenpa: The Omniscient Dharma King of the Vast Expanse》. Shambhala Publications. ISBN 978-0-8348-2911-4.
161. ↑  “Buddhist Protector: Shri Devi, Magzor Gyalmo Main Page”. 《himalayanart.org》. 2017년 10월 26일에 원본 문서에서 보존된 문서. 2017년 10월 26일에 확인함.
162. ↑  Tsongkhapa, Je (2015년 3월 24일). 《Prayer to Sarasvati》. Simon and Schuster. ISBN 978-0-86171-770-5.
163. ↑  Kilty, Gavin (2001년 6월 15일). 《The Splendor of an Autumn Moon: The devotional verse of Tsongkhapa》. Wisdom Publications. ISBN 0-86171-192-0. 2018년 1월 25일에 원본 문서에서 보존된 문서. 2018년 1월 24일에 확인함.
Also: Tsongkhapa, Je (2015년 3월 24일). 《The Splendor of an Autumn Moon: The devotional verse of Tsongkhapa》. Simon and Schuster. ISBN 978-0-86171-770-5. 2018년 1월 24일에 확인함.
164. ↑  “White Sarasvatī Sādhana”. 《lotsawahouse.org》. 2023년 11월 4일에 확인함.
165. ↑  “Sarasvatī Meditation and Mantra”. 《lotsawahouse.org》. 2023년 11월 4일에 확인함.
166. ↑  Chew, Anne-May (2005). 《The Cave-temples of Po Win Taung, Central Burma: Architecture, Sculpture and Murals》. White Lotus Press. ISBN 978-974-480-045-9.
167. ↑  《Myanmar (Burma).》. Lonely Planet Publications. 2000. ISBN 978-0-86442-703-8.
168. ↑  Silverstein, Josef (1989). 《Independent Burma at forty years》. Monograph Southeast Asia Program 4. Cornell University. 55쪽. ISBN 978-0-87727-121-5.
169. 1 2  Seekins, Donald (2006). 《Historical Dictionary of Burma (Myanmar)》. Scarecrow Press. ISBN 978-0-8108-5476-5.
170. ↑  Badgley, John H.; Kyaw, Aye. 《Red peacocks: commentaries on Burmese socialist nationalism》. Readworthy. ISBN 978-93-5018-162-1.
171. ↑  Scott, Sir James George (1910). 《The Burman: His Life and Notions》. Macmillan and Company, limited.
172. ↑  Maung, Shwe Lu (1989). 《Burma, Nationalism and Ideology: An Analysis of Society, Culture, and Politics》. University Press. ISBN 978-984-05-1114-3.
173. ↑  McFarland, George (1944). 《Thai-English Dictionary》. Stanford University Press. 790쪽. ISBN 978-0-8047-0383-3.
174. ↑  Patit Paban Mishra (2010). 《The History of Thailand》. Bloomsbury Academic. ISBN 978-0-313-34091-8.
175. ↑  S, Prasad (2019). 《River and Goddess Worship in India: changing perceptions and manifestations of sarasvati.》. New York: New York: Routledge. 280쪽. ISBN 978-0-367-88671-4.
176. ↑  Kelting 2001.

## 참고 문헌
- 본 문서에는 현재 퍼블릭 도메인에 속한 브리태니커 백과사전 제11판의 내용을 기초로 작성된 내용이 포함되어 있습니다.
- Kelting, M. Whitney (2001). 《Singing to the Jinas: Jain Laywomen, Mandal Singing, and the Negotiations of Jain Devotion》. 옥스퍼드 대학교 출판부. ISBN 978-0-19-803211-3.
- Kinsley, David (1998). 《Tantric Visions of the Divine Feminine: The ten mahāvidyās》. Delhi: Motilal Banarsidass. ISBN 81-208-1523-8.
- Lal, Mohan (1992). 《Encyclopaedia of Indian Literature: Sasay to Zorgot》. Sahitya Akademi. ISBN 978-81-260-1221-3.
- Ludvik, Catherine (2007). 《Sarasvatī: Riverine Goddess of Knowledge》. Brill's Indological Library 27. BRILL.
- Prasad, R. U. S. (2017). 《River and Goddess Worship in India: Changing Perceptions and Manifestations of Sarasvati》. 라우틀리지. ISBN 978-1-351-80654-1.
- Sankaranarayanan, S. (2001). 《Glory of the Divine Mother (Devī Māhātmyam)》. India: Nesma Books. ISBN 81-87936-00-2.
- Shaw, Miranda (2006). 《Buddhist Goddesses of India》. Princeton University Press.
- Zvelebil, Kamil (1975). 《Tamil Literature》. Handbook of Oriental Studies. BRILL. ISBN 90-04-04190-7.

## 추가 읽을거리
- Ankerl, Guy (2000). 《Coexisting contemporary civilizations: Arabo-Muslim, Bharati, Chinese, and Western》. INU societal research: Global communication without universal civilization 1. Geneva: INU Press. ISBN 2-88155-004-5.
- Debnath, Sailen. 《The Meanings of Hindu Gods, Goddesses and Myths》. New Delhi: Rupa & Co. ISBN 978-81-291-1481-5.
- Saraswati, Swami Satyananda. 《Saraswati Puja for Children》. ISBN 1-877795-31-3.